# Benavente (Zamora)
Benavente es un municipio y ciudad española de la provincia de Zamora, en la comunidad autónoma de Castilla y León.
La ciudad se encuentra situada sobre una colina en el centro de una gran llanura, en una zona que se inscribe en la confluencia de dos zonas geográficas diferentes, tanto física como económicamente, como son la Tierra de Campos y la de los valles regados por los ríos Esla, Tera y Órbigo. El municipio tiene una extensión de 45,12 km² y se encuentra situado a una media de 744 m sobre el nivel del mar según el Instituto Geográfico Nacional. Dista 65 km de Zamora, la capital provincial, 75 km de León y 113 km de Valladolid. Cuenta con una población de 17 246 habitantes (INE 2024).

## Geografía

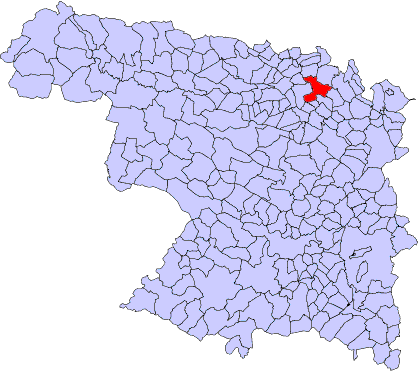
Ubicación del municipio de Benavente en la provincia de Zamora

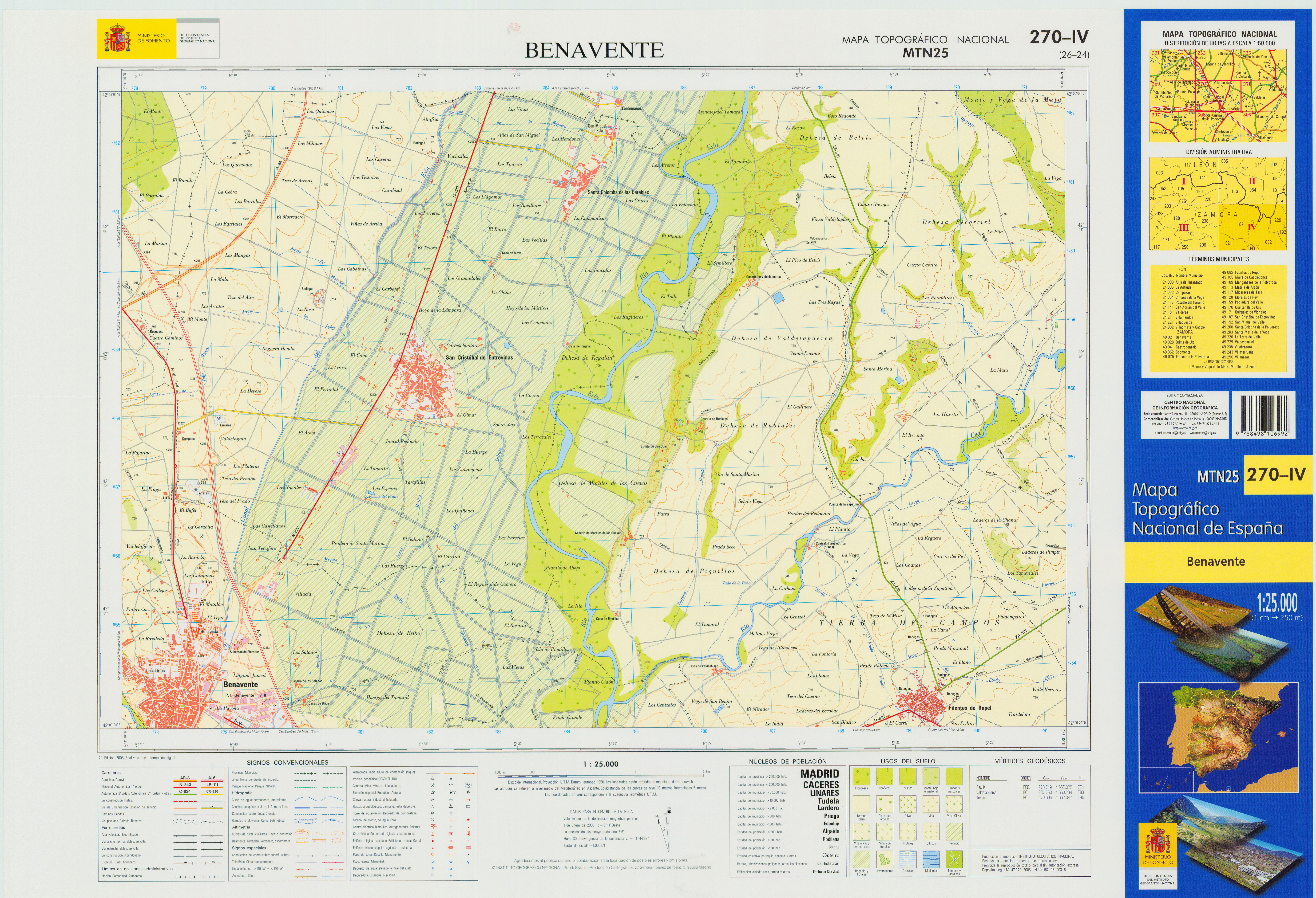
Fragmento de la hoja 270 del Mapa Topográfico Nacional de España de 2005 en el que se representa parcialmente Benavente

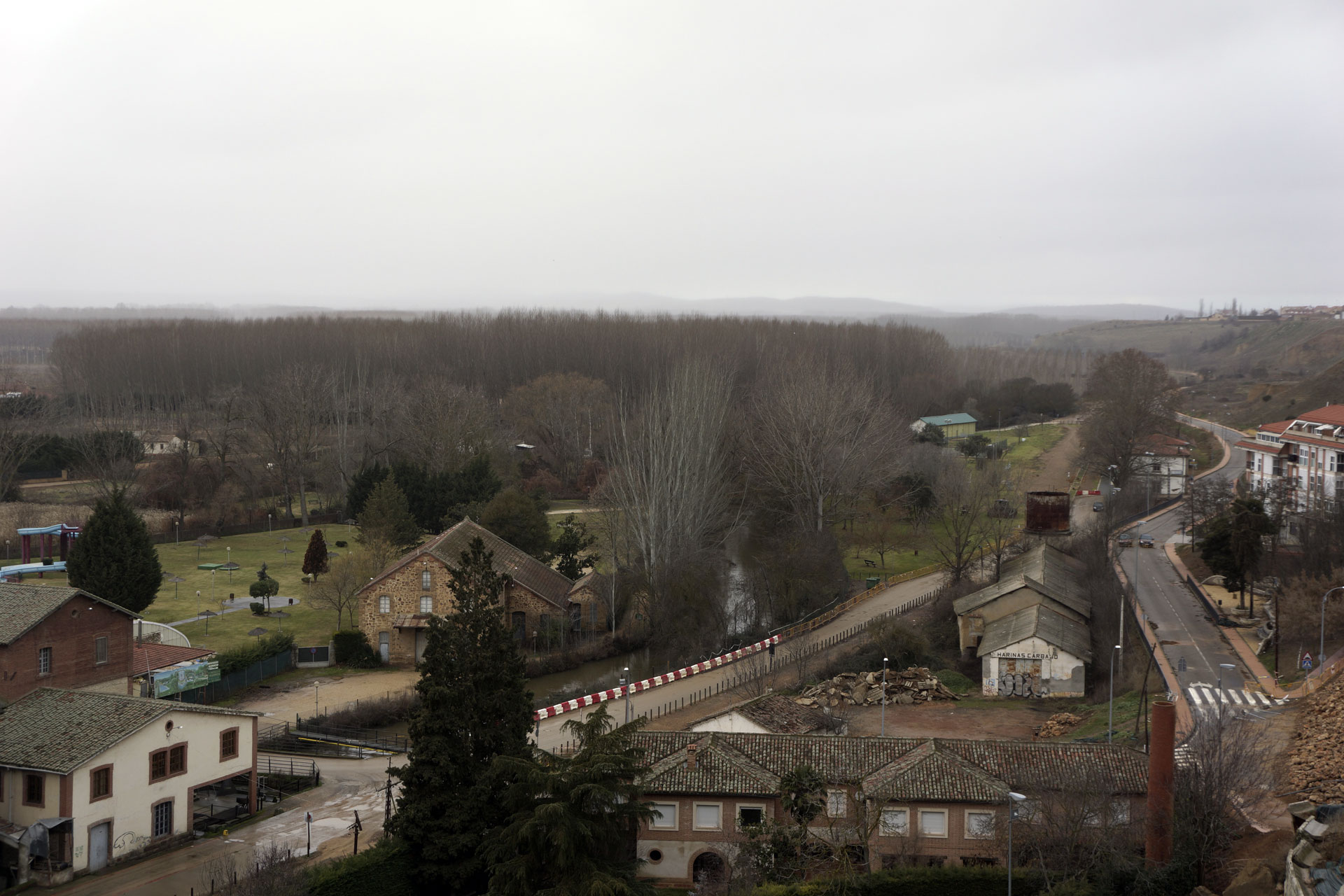
Vega del río Órbigo en Benavente

Está situada en el norte de la provincia de Zamora, a 71 kilómetros por carretera de la capital provincial. Pertenece a la comarca de Benavente y Los Valles, de la que es su cabeza comarcal, concentrando algo más de la mitad de la población de la comarca que tiene unos 33 000 habitantes.
El término municipal está atravesado por la autovía del Noroeste entre los pK 260 y 264, por la carretera N-525 que une Benavente con Santiago de Compostela y por la carretera N-630 que se dirige hacia León.
El relieve es predominantemente llano, muy influido por la cercanía de los ríos Esla y Órbigo que forman grandes valles. El núcleo de la ciudad se alza a 741 m sobre el nivel del mar, en un pequeño altozano, si bien, en su territorio la altitud oscila entre los 773 m y los 697 m en la ribera del río Órbigo ya cerca de su desembocadura.
| Noroeste: Manganeses de la Polvorosa     | Norte: Villabrázaro y San Cristóbal de Entreviñas        | Nordeste: Fuentes de Ropel     |
| Oeste: Santa Cristina de la Polvorosa    |                                                          | Este: Castrogonzalo            |
| Suroeste: Santa Cristina de la Polvorosa | Sur: Santa Colomba de las Monjas y Arcos de la Polvorosa | Sureste: Villanueva de Azoague |

### Hidrografía
Por el término municipal de Benavente pasa el río Órbigo. Este río nace de la unión del río Luna, procedente de la sierra de los Grajos y el río Omaña, procedente de los Montes de León, en el municipio de Llamas de la Ribera. Recorre de norte a sur la provincia de León y, tras entrar en la provincia de Zamora, se dirige hacia el río Esla. En el siglo XIX recibió las aguas del canal del Esla.

### Clima
Se caracteriza, al igual que buena parte de Submeseta norte, por un clima mediterráneo continentalizado dada la altitud del municipio (unos 744 m sobre el nivel del mar) y su lejanía del mar. Los inviernos son fríos (con unas temperaturas inferiores a los 5 °C) y los veranos calurosos (unos 21 °C de media). La frecuencia de las heladas invernales es elevada, produciéndose incluso en primavera, con el consiguiente daño a la agricultura. La pluviosidad a lo largo del año es bastante equilibrada, pero en los meses de julio y agosto es bastante escasa. Benavente tiene un clima Csb (templado de veranos secos y frescos) en la frontera con un clima Csa (templado de veranos secos y cálidos) según la clasificación climática de Köppen.
| Parámetros climáticos promedio de Benavente (normales 1991-2020) | Parámetros climáticos promedio de Benavente (normales 1991-2020) | Parámetros climáticos promedio de Benavente (normales 1991-2020) | Parámetros climáticos promedio de Benavente (normales 1991-2020) | Parámetros climáticos promedio de Benavente (normales 1991-2020) | Parámetros climáticos promedio de Benavente (normales 1991-2020) | Parámetros climáticos promedio de Benavente (normales 1991-2020) | Parámetros climáticos promedio de Benavente (normales 1991-2020) | Parámetros climáticos promedio de Benavente (normales 1991-2020) | Parámetros climáticos promedio de Benavente (normales 1991-2020) | Parámetros climáticos promedio de Benavente (normales 1991-2020) | Parámetros climáticos promedio de Benavente (normales 1991-2020) | Parámetros climáticos promedio de Benavente (normales 1991-2020) | Parámetros climáticos promedio de Benavente (normales 1991-2020) |
| Mes                                                              | Ene.                                                             | Feb.                                                             | Mar.                                                             | Abr.                                                             | May.                                                             | Jun.                                                             | Jul.                                                             | Ago.                                                             | Sep.                                                             | Oct.                                                             | Nov.                                                             | Dic.                                                             | Anual                                                            |
| ---------------------------------------------------------------- | ---------------------------------------------------------------- | ---------------------------------------------------------------- | ---------------------------------------------------------------- | ---------------------------------------------------------------- | ---------------------------------------------------------------- | ---------------------------------------------------------------- | ---------------------------------------------------------------- | ---------------------------------------------------------------- | ---------------------------------------------------------------- | ---------------------------------------------------------------- | ---------------------------------------------------------------- | ---------------------------------------------------------------- | ---------------------------------------------------------------- |
| Temp. máx. media (°C)                                            | 8.5                                                              | 11.4                                                             | 15.3                                                             | 17.3                                                             | 21.4                                                             | 26.6                                                             | 29.7                                                             | 29.5                                                             | 25.0                                                             | 19.3                                                             | 12.5                                                             | 9.2                                                              | 18.8                                                             |
| Temp. media (°C)                                                 | 4.4                                                              | 5.8                                                              | 9.0                                                              | 11.1                                                             | 14.9                                                             | 19.4                                                             | 21.9                                                             | 21.7                                                             | 18.0                                                             | 13.4                                                             | 7.8                                                              | 5.1                                                              | 12.7                                                             |
| Temp. mín. media (°C)                                            | 0.3                                                              | 0.1                                                              | 2.6                                                              | 4.9                                                              | 8.4                                                              | 12.1                                                             | 14.0                                                             | 13.9                                                             | 11.0                                                             | 7.5                                                              | 3.1                                                              | 0.9                                                              | 6.6                                                              |
| Precipitación total (mm)                                         | 36.5                                                             | 20.6                                                             | 25.3                                                             | 36.5                                                             | 38.7                                                             | 28.2                                                             | 17.3                                                             | 9.8                                                              | 21.7                                                             | 51.3                                                             | 39.3                                                             | 46.9                                                             | 372.1                                                            |
| Fuente: Agencia Estatal de Meteorología                          |                                                                  |                                                                  |                                                                  |                                                                  |                                                                  |                                                                  |                                                                  |                                                                  |                                                                  |                                                                  |                                                                  |                                                                  |                                                                  |

### Naturaleza

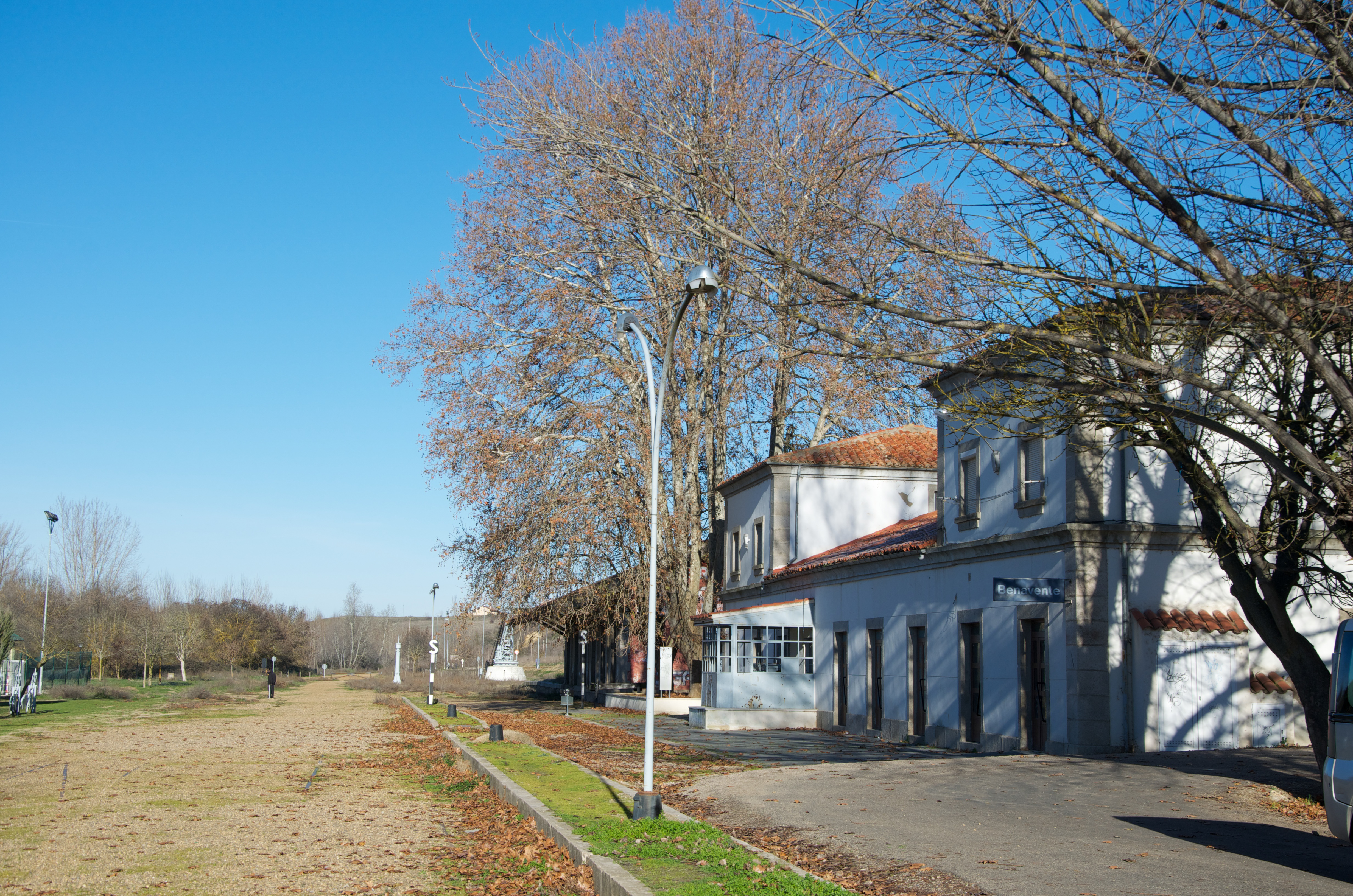
Antigua estación del ferrocarril de Benavente por donde discurría el ferrocarril Vía de la Plata

- Predomina el encinar y otras frondosas (encinas, brezo, retama, jaral, tomillar,...)
- Vegetación ripícola (álamo, chopo, fresnos...)

En las cercanías a la ciudad podemos encontrar espacios naturales de interés tales como:
- Lagunas de Tera - Vidriales
- Sierra de la Culebra
- Tierra de Campos
- Río Órbigo
- Río Esla
- Río Cea
- Río Eria

## Historia

### Posición estratégica
La ciudad de Benavente debe su importancia a su enclave en un lugar privilegiado, cruce de caminos desde la antigüedad hasta hoy día; y unión de los cauces de tres ríos. Está situada al norte de la capital zamorana, a 62 km de distancia de esta y domina desde lo alto la confluencia de los ríos Órbigo y Esla y un poco más abajo se les une el Tera. Esto hace que Benavente esté rodeado de una extensa y rica vega. La posición estratégica donde se encuentra asentada la ciudad es envidiable, ya en tiempos muy remotos atrajo a diferentes pueblos que se asentaron por esta zona.

### Desde los astures hasta 1181

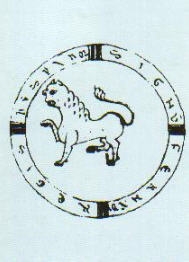
Signo rodado de Fernando II de León

Se conoce que antes de los inicios de nuestra Era, la comarca tenía ya entidad definida porque estaba habitada por la tribu astur de los brigecienses, cuyo centro, Brigaecium "Dehesa de Morales" (Fuentes de Ropel), aparece en diversas fuentes romanas, como Ptolomeo, el Itinerario Antonino y Ravennate. Floro (Flor. Epit. 2.33.55) destaca su papel decisivo en las Guerras Cántabro-astures, cuando, traicionando a los Astures, descubre las disposiciones de éstos contra Roma en el momento final de la contienda, en el año 19 a.e.
La llegada de Roma y la división territorial augustea posterior a la conquista la sitúan en el Conventus Iuridicus Asturum (con capital en Asturica Augusta), núcleo del que sigue dependiendo en época visigoda.
Desde el dominio de los Suevos se le conocía con el nombre de Ventosa, hasta que en el siglo XII la villa toma el nombre de Malgrat. Este último nombre aparece en el que se considera el primer testimonio escrito que se refiere a Benavente y que se menciona en una donación real, fechada en 1115, que hace la reina Urraca de la mitad de la villa de Caneda a la iglesia de Compostela, escriturada "in Castro quod dicitur Malgrado". Una denominación equivalente encontramos en otro diploma de 1158, en el que se menciona la intención de Fernando II de poblar el alcázar de "Maldrag". Desde este último documento, la villa aparece ya vinculada al proceso de repoblación del territorio emprendido por los monarcas leoneses, en este caso, de la mano de Fernando II de León que en 1164 le concedió un fuero que tres años más tarde fue renovado y ampliado. Este monarca reunió cortes en la fortaleza de la villa, repobló de gente el terreno e incluso llegó a morir aquí.
En 1181 Fernando II amplió enormemente el territorio del concejo de Benavente con la anexión de los valles de Vidriales, Tera y Carballeda. La motivación parece ser que fue militar, pues de este modo Benavente se convertiría en una poderosa base desde la que frenar el expansionismo de Portugal por el oeste (que dominaba gran parte de Aliste) y de Castilla por el este (que disputaba a León la Tierra de Campos).

### Desde 1164 hasta los Reyes Católicos
Tras la muerte de Fernando II de León, Alfonso IX y Alfonso X siguieron ayudando al crecimiento de Benavente por medio de privilegios y mercedes. Al morir Alfonso IX de León, la villa será escenario de la unión definitiva de los reinos de Castilla y de León a través de la Concordia de Benavente en 1230, lo cual supuso el surgimiento de la Corona de Castilla. Posteriormente, la villa sería ampliada con Sancho IV en 1285, atrayendo a nuevos pobladores con franquicias.
En 1352 Fadrique, hermano del rey Pedro I, recibió la villa a cambio de no atacar a Pedro. En 1387 Benavente sufrió el cerco por las tropas inglesas y portuguesas del duque de Lancaster que intentaron asediarla, saliendo vencidos los asediantes en tal intento.
A continuación de estos hechos, Benavente se convirtió en cabeza de un extenso dominio. Los dominios se fueron extendiendo de tal manera que no solo había poder sobre suelo benaventano, sino que había poder en el resto de León, en Castilla e incluso hasta en Galicia.
El 17 de mayo de 1398 el rey Enrique III fundó el Condado de Benavente (posteriormente elevado a Ducado por Enrique IV el 28 de enero de 1473), que le fue otorgado como titular a Juan Alonso Pimentel, que también llegó a ser Adelantado Mayor del Reino de León y Comendador de Castrotorafe de la Orden de Santiago. Este sería tronco de una gran dinastía nobiliaria a lo largo de la historia y hasta finales del siglo XIX: los Pimenteles, que tuvieron como primer duque de Benavente a Rodrigo Afonso Pimentel.

### Reyes Católicos hasta elsigloXIX

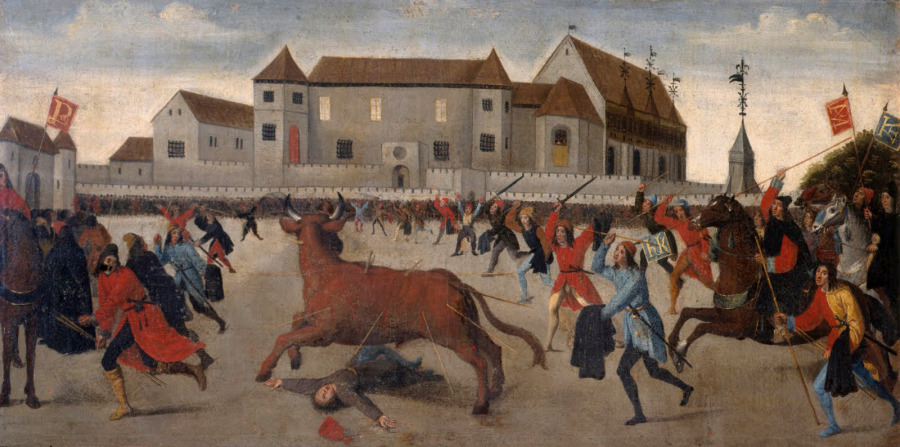
Cuadro atribuido al pintor flamenco Jacob van Laethem del séquito de Felipe el Hermoso, titulado Corrida de toros en Benavente en honor de Felipe el Hermoso, realizado en 1506

Hasta la llegada de los Reyes Católicos se suceden conflictos entre los nobles y la realeza, que hacen que la ciudad sufra sitios en apoyo de uno u otro monarca. Durante este reinado de los Reyes Católicos los benaventanos formaron parte de la famosa batalla de Toro. En el reinado de Doña Juana y Felipe el Hermoso, Benavente fue la primera ciudad que visitaron, recibiendo en el palacio a los procuradores para nuevas Cortes.
Con la llegada de los Austrias, algunos miembros de la familia Pimentel llegarían a ser virreyes en ultramar y Nápoles. Así, a inicios del siglo XVI Carlos I de España, ya nombrado emperador de Alemania con el nombre de Carlos V, celebró un consejo en el castillo-palacio de los condes, mientras que en 1554 la villa y su alcázar se engalanaron para recibir al entonces príncipe Felipe y al infante Don Carlos.
Cabe señalar que durante toda la Edad Moderna, Benavente fue la cabeza de la provincia de las tierras del conde de Benavente, encabezando asimismo dentro de esta una de las dos receptorías que integraban dicha provincia (la otra era la de Sanabria).
Hay que destacar en aquella época el papel evangelizador que llevó a cabo el fraile benaventano Fray Toribio de Benavente o de Motolinía entre la población indígena de México y Centroamérica. En el siglo XVII, Benavente, sufrió una fuerte crisis económica, bajas en la población por causa del hambre, epidemias; pero gracias al abrigo de la ilustración se paliaron las hambres y enfermedades que rondaban la ciudad mediante la creación de importantes obras públicas. Se crea así la Sociedad Económica de Benavente, semejante a las tituladas de “Amigos del País” que se crearon en España en aquella época.

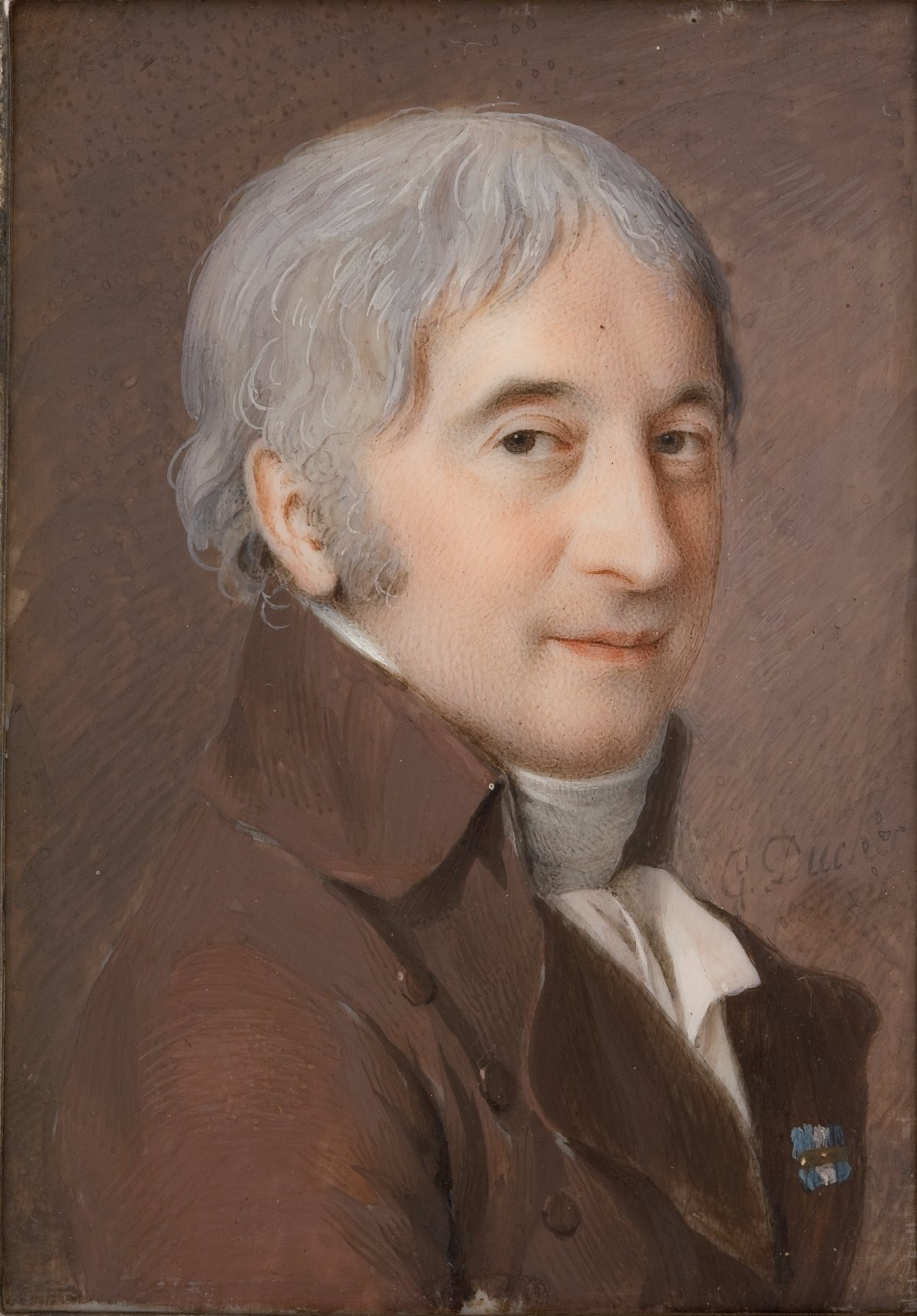
Pedro de Alcántara Téllez-Girón y Pacheco, IX duque de Osuna por Guillermo Ducker, 1805, Museo del Prado.
Escudo del ducado de Benavente.
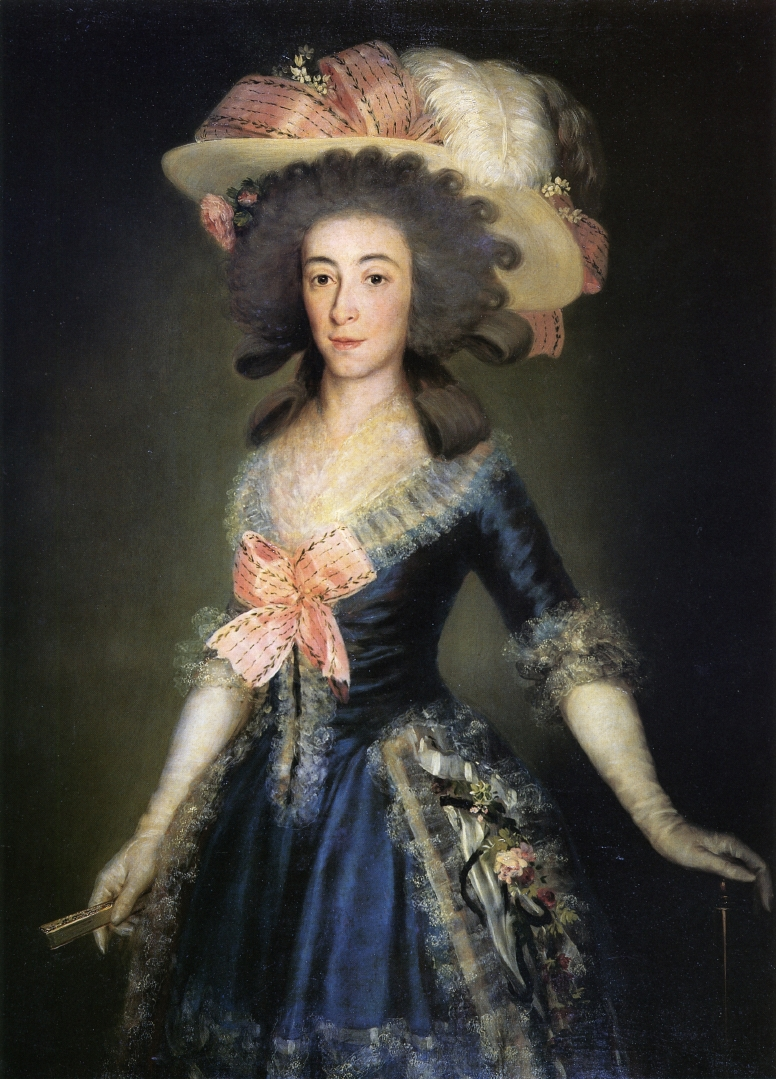
María Josefa de la Soledad, condesa de Benavente, por Francisco de Goya, c.1785. Fundación Bartolomé March, Palma de Mallorca.

### Napoleón en Benavente (1808-1809)
El Emperador, persiguiendo al inglés, que había destruido el puente de Castrogonzalo, pernoctó en la casa de Núñez, en la plaza de los Bueyes (plaza del Grano) antes de continuar viaje hacia Astorga. Su ejército permaneció en la entonces Villa ocho días. A su salida quemó conventos e iglesias que nunca fueron recuperadas. Las crónicas relatan las consternación del pueblo, que huyó ante la presencia del francés, y lamentan las desgracias y las pérdidas ocasionadas por el ejército invasor. España se había sumido en la guerra de la Independencia desde el 2 de mayo y Benavente también sufrió las consecuencias tras las derrotas españolas en Cabezón de Pisuerga y Medina de Rioseco. Esta es la historia recogida por Fernando Fernández Brime en sus Apuntes Históricos de la Villa de Benavente y sus Contornos editada en 1881:

«El 12 de noviembre, Napoleón, que entró en España con doscientos mil infantes y cincuenta mil caballos, esperó en Burgos para saber las intenciones de Moore, inglés, que estaba en Salamanca con treinta mil infantes y cinco mil caballos. Sobre el 3 de diciembre entró Napoleón en Madrid, el 22 pasó por Guadarrama con sesenta mil hombres.
Moore el 14 iba hacia Valladolid, mas luego torció hacia Toro y Benavente para incorporarse con Baird y el marqués de La Romana a fin de destrozar a Soult. El 24 entró Moore en Benavente con una columna de tropa relajada e indisciplinada. Después de haber arruinado el puente de Castrogonzalo, se juntó el 29 en Astorga con la columna de Baird. La caballería permaneció en Benavente, enviando destacamentos a observar los vados del Esla con un temporal malo, que retardaba las marchas de Napoleón. Engañado a su vista el general francés Lefebvre Desnovettes y creyendo que no quedaba al otro lado más fuerza inglesa que aquella, después de hacer atravesar el río a un paisano montado en una yegua, le vadeó él con 600 de la Guardia imperial y acometió impetuosamente a sus contrarios, que cejaron al principio. El general Stewar tomó luego el mando de los destacamentos ingleses, se le agregaron algunos caballos más y empezó a disputar el terreno a los franceses, quienes continuaron, no obstante, en avanzar hasta que Lord Paget, acudiendo con un regimiento de húsares, les obligó a repasar el río. Debe citarse aquí este acontecimiento, ocurrido en el llano que hay desde Benavente al es la, por haberse contado entre los setenta prisioneros, que hicieron los ingleses, el mismo general Lefevbre, bien conocido en el primer Sitio de Zaragoza.
La noche del 29 sirvieron de luminarias los gallardos pinos existentes en la altura, espalda de los hospitales, sintiéndose a cada paso disparos de la artillería francesa que venían del otro lado del río, contestados débilmente por la inglesa, cuya fuerza se vio haber desaparecido totalmente a la mañana, siendo reemplazada por un silencio y soledad pavorosos, signo precursor de la más espantosa catástrofe. En efecto, el día 30 por la tarde empezó a pasar el puente de Castro el poderoso ejército de Napoleón, parte del cual describió una curva por León, reuniendo una fuerza de setenta mil infantes, y diez mil caballos, entrando el mismo día el Emperador en esta Villa, alojándose en la casa de Núñez, de la plaza de los Bueyes. La consternación del pueblo no pudo ser mayor, fugándose cuantos pudieron. En el siguiente día 31 se lee en un libro del convento de San Bernardo, se dispersó esta comunidad, abandonando el monasterio a causa de la irrupción de los franceses sobre esta Villa. Y como la fuga fue precipitada y no se encontraban caballerías ni carros de transporte, fue preciso abandonar toda la plata y alhajas de la comunidad, y hasta los particulares no pudieron salvar otra cosa que los vestidos puestos y el Breviario, apoderándose los enemigos de la plata, vestiduras sagradas y demás alhajas. Y que mucho que estas fieles esposas de Jesucristo abandonaron todo cuanto tenían, cuando estaban ciertas de que hasta al mismo Dios insultaban? La insolencia y el desenfreno de estos vándalos era igual a su impiedad. Yo que escribo esto (Fray. Luis Solís) saqué de las manos de estos sacrílegos un copan con las sagradas formas.
El 1.º de enero de 1809 salió Napoleón de la Villa, marchando a galope para Astorga, a pesar del mal temporal y la nieve, dejando el puente de la Vizana, cortado por los ingleses y pasando al de Cebrones, cerca del cual se detuvo a informarse de un correo que traía la declaración de guerra del Austria. Esto le hizo volver desde Astorga el 6, poniéndose en un solo día en Valladolid; después de ordenar a Soult continuara la persecución de los ingleses con veinte mil infantes y cuatro mil caballos, tomando por Foncebadón y Manzanal. Mientras el paso de las tropas invasoras que duró más de ocho días, sufrió esta villa mucho, ocurriendo algunas desgracias que serán siempre lloradas porque son irreparables. El exconvento de San Francisco de los Observantes de Santiago, que está frente al hospital de la Piedad, era la casa capitular de la Provincia, suntuosa y hermosísima en todas sus partes, donde se reunían más de cien vocales, todos desahogadamente alojados, sin quitar sus comodidades a la comunidad local, que siempre era numerosa, lo mismo que los criados y comensales legos y seglares de los Padres capitulares. Magníficas oficinas, hermosos y espaciosos claustros y sobre todo un grandioso templo de tres naves con más de quince altares, entre los cuales el Mayor, por el estilo del de San Nicolás y sin dorar como aquel, pero muchísimo más grande y agraciado, componían un todo de rara grandiosidad y de un valor inmenso. Había en el coro una sillería de dos órdenes, alta y baja, toda de nogal muy bruñido con muchas y hermosas tallas y en cada una de las magníficas sillas, que no cedían en mérito a las de ninguna catedral, en medio relieve, uno de los Santos de la Orden franciscana. El órgano era el mejor de Benavente y tan bueno como el de muchas catedrales. Existían muchísimos cuadros de buenas pinturas, tendidos por las paredes de los claustros y otras partes. De todo esto puedo dar testimonio, por tenerlo visto desde que fui estudiante de Gramática, dice D. Vicente García, que es el que ha dejado estas noticias referentes a San Francisco.
El día de Reyes, o sea el 6 de enero de este año, es una de las fechas más terribles y dolorosas para esta Villa, pues en él tuvo lugar el espantoso siniestro del incendio de esta tan preciada fábrica de San Francisco. Es débil sospecha de que los ingleses antes de marcharse dejaron encendidas maderas, asegurando algunos que los franceses luego que llegaron fueron los que prendieron el fuego a este hermoso edificio, que tanto adorno prestaba a la Villa, el cual incendiándose voraz y espantosamente se redujo enteramente a escombros y cenizas, de las que ha sido imposible repararse. Únicamente quedaron levantadas las paredes inclusas las de la iglesia y torre que todas son de piedra sillería y mampostería, pero fuertemente calcinadas con la intensidad del fuego, que no perdonó la parte más mínima de toda la fábrica. La torre misma abrió también, hundiéndose el reloj en ella colocado, las campanas y cuanto tenía combustible, desapareciendo hasta los mismos metales. A pesar de tanta desolación permanece todavía en pie la fachada principal del convento (dice el mismo García) que promete, por su solidez, durar todavía muchos años y aún siglos, con tal que una mano destructora o terremoto, no vengan a completar la ruina del que fue tan hermoso edificio. Esta fachada forma un ángulo recto entrante. La parte o lado que frente al Poniente, tiene un pórtico de tres arcos de sillería, como es toda ella, y luego la entrada de la iglesia, hoy arruinada. La otra parte que mira al Norte es la Portería del convento, que aún hoy día sirve de entrada principal para el edificio fuera de lo que constituye la cárcel. La fábrica de la fachada o fachadas no está sujeta u orden determinado de arquitectura, aunque no por eso carece de majestad, hermosura y mérito. Tanto que ignorándose quien fuese su autor, algunos inteligentes se han atrevido a opinar sea del famoso Juan de Herrera. Este incendio que devoró el Convento de San Francisco y algunas casas cercanas de la calle de Santa Cruz no fue solo; otro incendio tuvo lugar, pocos días después, de especial gravedad e importancia histórica y militar, de cuya colosal desventura, ni siquiera quedan ya esperanzas de la más mínima reparación, ni aun ancianos que puedan llorarla. Me refiero al incendio de la fortaleza y palacio de los Condes de esta Villa, monumento soberbio del arte y de la historia patria, digno de figurar entre los mejores de su clase en Europa. El tiempo y la mano atrevida del hombre van haciendo desaparecer las pocas señales que restan de su grandeza. A la vista del castillo de San Angelo y otros monumentos famosos se vienen a la memoria con pena y secreto orgullo las impresiones que desde la niñez se conservan de este.»
Fernando Fernández Brime (1881), Apuntes históricos de la villa de Benavente y sus contornos

### SigloXIXhasta la actualidad

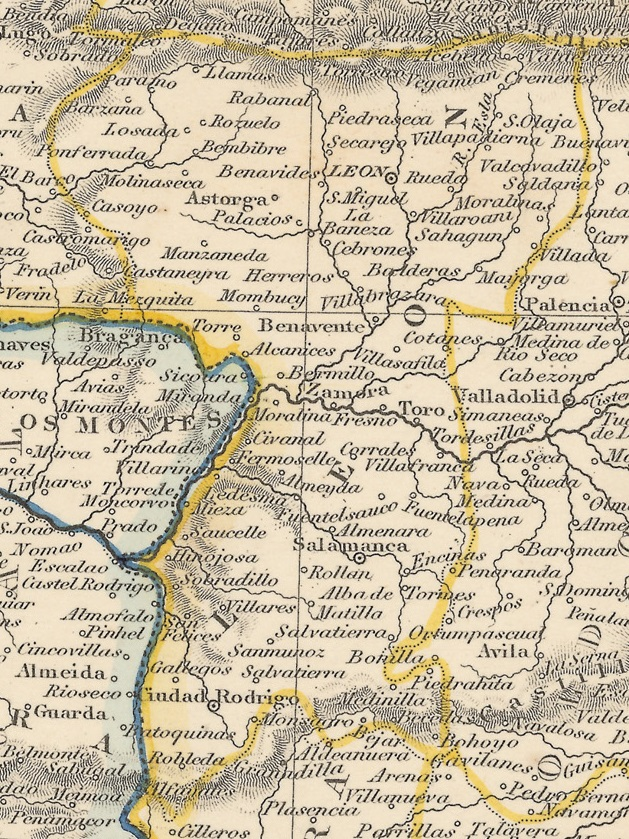
Detalle del mapa Spain and Portugal, realizado en 1850 por J. Dower, en el que se puede observar Benavente

A principios del siglo XIX, Benavente se ve inmersa en las sacudidas de la guerra de la Independencia; así, en 1808 tuvo lugar en sus inmediaciones una importante batalla denominada Carrera de Benavente entre franceses e ingleses, cayendo prisionero el general Lefevre. La villa y su tierra sufrieron mucho por parte del bando francés; el resultado fue la desaparición de una gran parte de los tesoros artísticos de la aldea. El palacio fue incendiado y arrasado en parte, el pueblo fue ocupado militarmente utilizando muchos edificios como cuarteles y albergues de las tropas. A esto se unió la Desamortización provocando la desaparición de numerosos conventos. Para ver cómo era el palacio adjuntamos una descripción del mismo realizada por un visitante en 1494:

«"La fortaleza de Benavente es de las mejores y más bellas del reino castellano, y exceptuando las de Granada y Sevilla no hay en toda España ninguna otra que con ésta pueda ser comparada. Álzase en la cima de un montículo que esta fuera de la ciudad; su forma es cuadrada; flanquea cada uno de los cuatro ángulos una robusta torre; rodéala un foso y la protege una muralla sólidamente fortificada. En el interior tiene un patio, también cuadrado; capilla, salas y cámaras adornadas con figuras de diversas clases; áureos artesonados, columnas de mármol, todo, en suma, cuanto puede concurrir a la mayor suntuosidad de la ornamentación. Al pie del montecillo en que se yergue la fortaleza, corre el río Órbigo. En los sótanos hay profusión de bóvedas, arcos, cuadras, etc., pero todo tan intrincado, que quien entra allí se cree estar en el seno de un laberinto. Tiene una larguísima galería en rampa que va a dar al río, por la que llevan a abrevar a los caballos, y tantas estancias para molinos, depósitos de aguas y otros menesteres que, sin verlo, no es posible formar cabal idea. De mí puedo asegurar que no conozco otro castillo que tales subterráneos ni con tal riqueza en las habitaciones que alumbra el sol.»
Jerónimo Münzer, 1494.

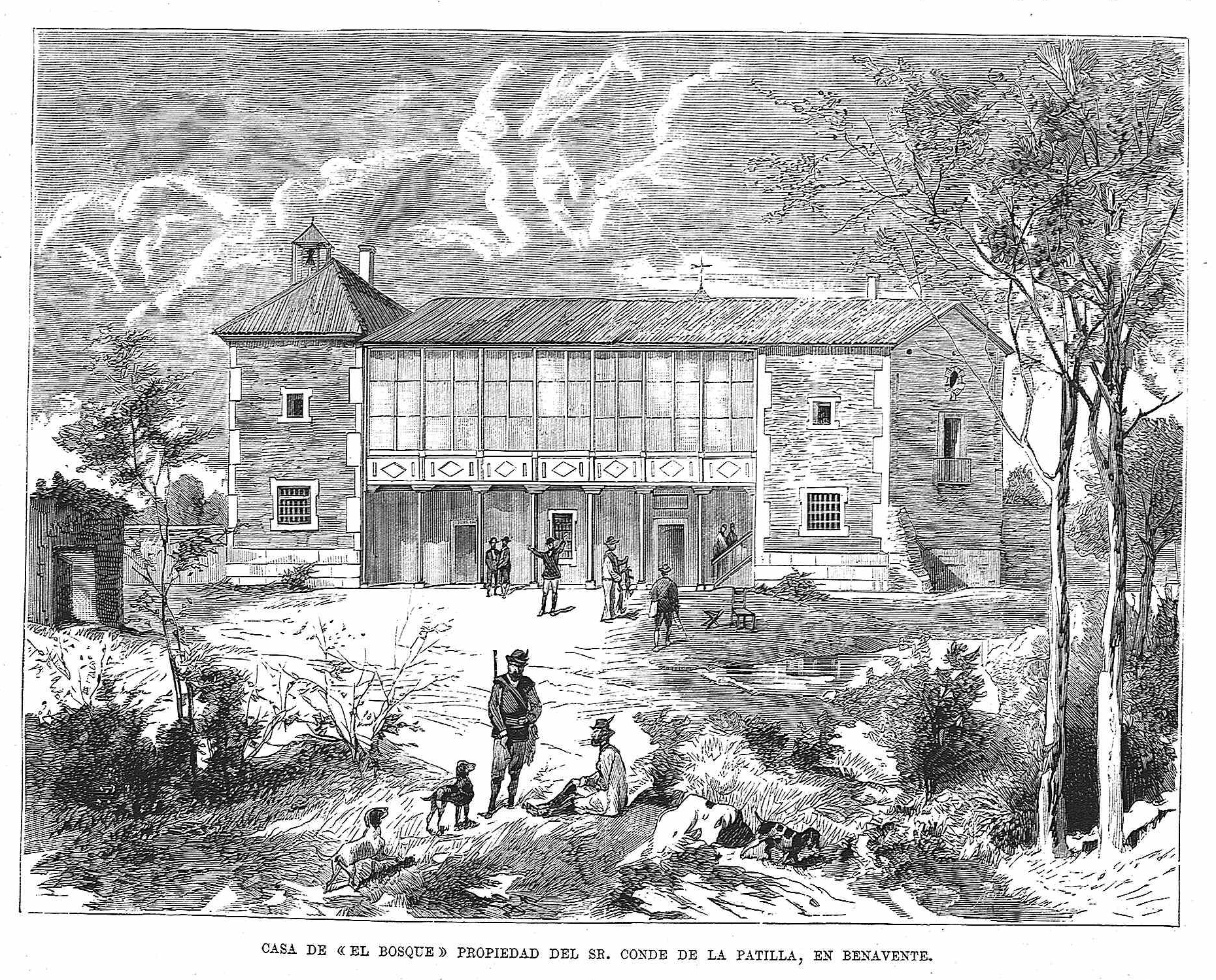
Casa de «El Bosque», propiedad del conde de la Patilla, en Benavente (El Campo, 1877)

En este siglo y a pesar de estos destrozos, Benavente adquiere importancia a nivel político, convirtiéndose en centro administrativo, judicial y electoral del norte de su entonces provincia de Valladolid, a la que pertenecían de cara al voto en Cortes las tierras del conde de Benavente, y a la cual también pertenecía la zona de Sanabria. No obstante, al reestructurarse las provincias y crearse las actuales en 1833, Benavente pasó a formar parte de la provincia de Zamora, dentro de la Región Leonesa, pasando a ser al año siguiente cabeza del partido judicial de Benavente. Benavente toma importancia con todo ello, jugando un destacado papel en el sistema oligárquico imperante en la época de la Restauración, revitalizándose la zona con la creación de obras públicas como el canal del Esla, la llegada del ferrocarril con la inauguración de la línea Plasencia-Astorga.
En 1929 el rey Alfonso XIII concede a Benavente el título oficial de ciudad. A tal hecho contribuyó de manera decisiva don Serapio González Mato, notario de la villa, quien dirigió al excelentísimo señor ministro de la Gobernación, en súplica de que a Benavente le fuese concedido el título de ciudad. El comunicado de la concesión de esta distinción, se recoge en las actas municipales de la comisión municipal de gobierno de ese año, por el que el Ministerio de Gobernación hacía partícipe a la Alcaldía de Benavente de dicha distinción:

"S. M. el Rey (q.D.g.) se ha servido expedir por este Ministerio el Real Decreto siguiente:

Queriendo dar una prueba de Mi Real aprecio a la Villa de Benavente, provincia de Zamora, por el excelente desarrollo de su agricultura, industria y comercio y su histórico abolengo, vengo en concederle el título de Ciudad.
Dado en Santander a siete de agosto de mil novecientos veintinueve. Alfonso.
El Ministro de la Gobernación Severino Martínez Anido. De orden de su Magestad lo comunico a V.S. para su conocimiento, el de la Corporación de la Presidencia y demás efectos.

Dios guarde a V.S. muchos años.

Madrid 8 de agosto de 1929
Firmado: Martínez Anido"

En respuesta, la alcaldía benaventana envió el siguiente telegrama al ministro:

"En nombre del pueblo y ayuntamiento Benavente, me es muy grato testimoniar a S. M. el Rey (q. D. g.) su gobierno y V. E. profundo y sincero agradecimiento de esta población por distinción concedida otorgándola título ciudad.

Le saluda respetuosamente el Alcalde.
Toribio Mayo"

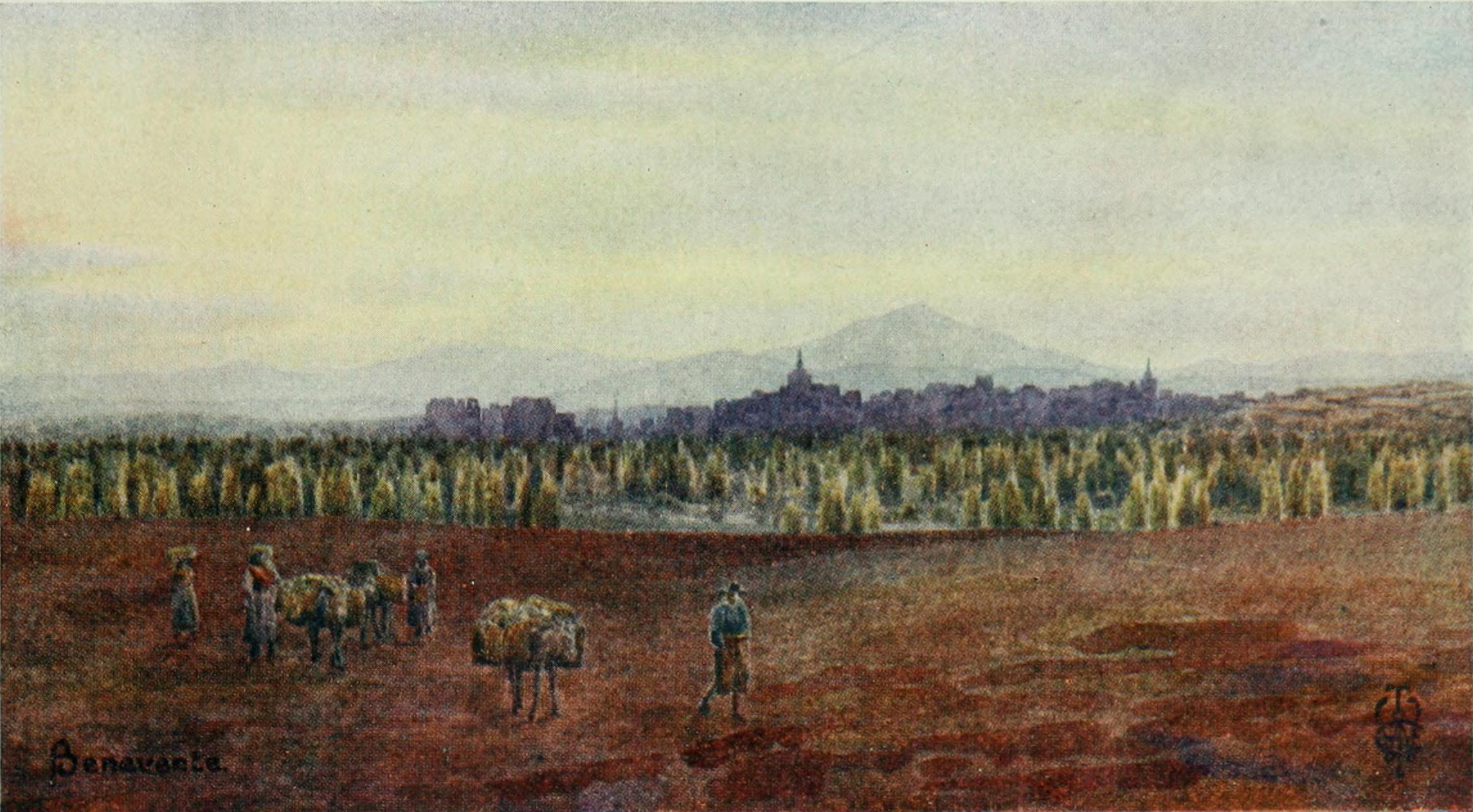
Vista de Benavente hacia comienzos del

Benavente se convirtió por real decreto en una ciudad, aunque por aquella época todavía presentaba unas marcadas características propias de una población inmersa en el medio rural. Sin embargo, comenzaron a verse retazos de su búsqueda de la modernidad, en cuanto se va dotando de diversas infraestructuras, como el alcantarillado de sus vías principales, la canalización de los cursos de agua próximos a la villa, la mejora y ampliación de la red viaria, la realización de obras y edificios públicos (puentes, matadero, teatro, entre otros). Todos estos avances han de verse dentro del marco de prosperidad y del ansia de renovación que vivía por aquel entonces la ciudad. En el fondo trasluce el arrojo de una población que quería consolidarse como centro social y comercial de la zona.
Tras el periodo de la guerra civil, Benavente se vio afectada por la emigración causada por los adelantos industriales que había en otros puntos del país y con los cuales era muy difícil competir.

## Demografía
Benavente cuenta con una población de 17 246 habitantes (INE 2024).
| Gráfica de evolución demográfica de Benavente entre 1842 y 2021                                                     |
| |
| Población de derecho según los censos de población del INE Población de hecho según los censos de población del INE |

Aunque hay muchos profesionales que trabajan en Benavente, pero tienen su residencia en otras localidades, también hay habitantes de Benavente que trabajan en otras localidades tanto de la comarca como más alejadas. En cualquier caso, Benavente es la segunda ciudad más grande de la provincia, después de Zamora.
Emigración
A mediados siglo XX se produjo un proceso emigratorio de toda la provincia y capital que se canalizó hacia otras provincias y regiones más prósperas como el País Vasco, Cataluña, Madrid o Valladolid principalmente.

## Economía
- Sector primario: destacan los cultivos de cereal, remolacha, vid y pimiento. Pertenece a la indicación geográfica, con derecho a la mención vino de calidad, de Valles de Benavente.[16]
- Sector secundario: en Benavente se encuentra el centro de transportes CTBy PLB integrado en la red de CyLOG, con instalaciones logísticas, entre las que se encuentran empresas de mensajerías. Posee también un amplio polígono industrial que concentra toda la industria de la comarca de Los Valles y de las comarcas vecinas.
- Sector terciario o de servicios: la zona comercial se localiza en el centro de la ciudad: por las concurridas calles peatonales como son la calle de los Herreros, calle de la Rúa, plaza de Santa María, calle Doctor García Múñoz, calle Sancti-Spíritus, plaza de Juan Carlos I y plaza de la Madera. Aunque hay una nueva zona pujante comercial en la ciudad situada a lo largo de toda la avenida de El Ferial. También están los funcionarios del ayuntamiento, de empresas, de educación, de seguridad (policía local y Guardia Civil) y de sanidad.

Benavente, es el nudo de mayor confluencia viaria del noroeste peninsular, motivo por lo que cuenta con el Centro de Transportes de Benavente,como punto estratégico de apoyo logístico al sector del transporte. En los últimos años Benavente ha ido ganado logísticamente, pero perdiendo industrialmente. Algunas de las principales industrias de Benavente, son/eran:
- Tiene dos fábricas de harinas, de las 5 que llegó a tener
- Una bodega: Bodegas Otero
- Una fábrica de queso: Ilbesa
- Una empresa de fabricación y transformación de polímeros
- Construcción

Fábricas que tuvo Benavente
- Varias fábricas de cerámica
- Varias fábricas de ropa
- Varias fábricas de harinas
- Varias carbonerías
- Industrias del cuero
- Fábrica de caramelos La Carmela[18][19]
- La Tabacalera, actualmente cerrada[20]
- La Azucarera: es la mayor planta azucarera de España y una de las mejores de Europa[21] (Cerrada)

Polígonos industriales
La ciudad de Benavente cuenta con los siguientes polígonos industriales:
- Benavente I, junto a la A-6 y una superficie de 184 206 m².
- Benavente II, junto a la N-6, con acceso próximo desde la A-6 y una superficie es de 340 262 m².
- Los Negrillos, muy próximo al Polígono Benavente I, con acceso por la A-6 y por la N-630 y una superficie de 16 512 m².
- Las Cárnicas, con acceso desde la A-6 y una superficie de 15 289 m².
- El Centro de Transportes (CTB), con acceso desde la A-6 y una superficie de 61 806 m².
- Parque Logístico de Benavente (PLB), con aceeso desde la A-6, A-66, A-52, N-630 y N-610. Tiene una superficie de 61 806 m².

## Transporte y comunicaciones

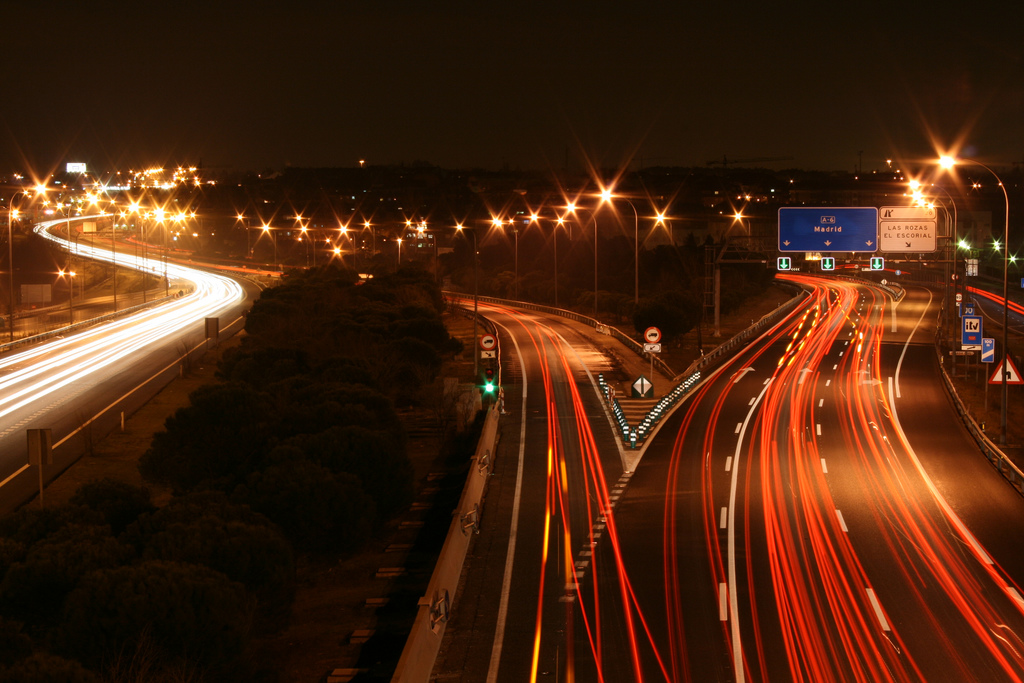
Vista de un tramo de la autovía del Noroeste

Desde los tiempos más remotos ha sido un lugar estratégico como cruce de importantes vías de comunicación. La actual configuración de carreteras siguen haciendo de Benavente un punto importante en el tráfico por carretera del Noroeste peninsular y estatal.
Las carreteras que pasan por la localidad son:
- A-66 · Autovía Ruta de la Plata: Gijón - Oviedo - Mieres - Puerto de Pajares - León - Benavente - Zamora - Salamanca - Béjar - Plasencia - Cáceres - Mérida - Sevilla.
- A-6 · Autovía del Noroeste. Una de las autovías radiales del Estado y de las más transitadas, que comunica las ciudades de Madrid y La Coruña.
- A-52 · Autovía de las Rías Bajas. Parte desde Benavente hasta Porriño en la provincia de Pontevedra, pasando por Sanabria y ciudades como Verín y Orense.
- N-610. Palencia-Benavente. Es una carretera puente que pasa por la comarca de Tierra de Campos, y que se convertirá en la futura autovía de la Tierra de Campos A-65.[22]

La ciudad es un importante nudo de comunicaciones, ya que en sus alrededores confluyen la A-6, la A-52 y la A-66/N-630. Todo ello le da a la villa una privilegiada posición que ha incentivado sobremanera su desarrollo industrial.
Antiguamente por Benavente pasaba el tren de la Vía de la Plata, que al ser cancelado dejó a esta sin un medio de transporte fundamental para su desarrollo.
El principal medio de transporte público es el autobús interurbano. Al encontrarse Benavente en un importante nudo de comunicaciones por carretera, hay una gran variedad de combinaciones de para enlazar, tanto con las poblaciones cercanas como con el resto de ciudades de España y Europa.

### Ferrocarril
Hasta 1985 contó con una estación de ferrocarril propia perteneciente a la línea Plasencia-Astorga.

### Autobuses
Benavente cuenta con una estación de autobuses a la que van empresas como Alsa, Auto-Res, Empresa Vivas, Linecar o Autocares Julio Fernández. Además cuenta con una parada de taxis.
Servicio regular de líneas comarcales
- Alcubilla de Nogales
- Alija del Infantado
- Arcos de la Polvorosa
- Ayoó de Vidriales
- Camarzana de Tera
- Carracedo
- Cubo de Benavente
- Ferreras de Abajo
- Milles de la Polvorosa
- Molezuelas
- Mozar
- Puebla de Sanabria
- Pueblica de Valverde
- Santa Colomba de las Monjas
- Santibáñez de Vidriales
- Tábara
- Uña de Quintana
- Valle del Tera
- Valderas
- Villafáfila
- Villalpando
- Villanueva de Azoague
- Villarrín de Campos

Servicio regular de líneas nacionales
La ciudad dispone de servicio de líneas nacionales de servicios diarios con los siguientes destinos: La Coruña, Astorga, Algeciras, Asturias (Oviedo-Gijón), Ávila (exceptuando festivos), Badajoz, Barcelona, Bilbao, Cáceres, Cádiz, Cangas de Narcea, Irún, La Bañeza, León, Lugo, Logroño, Málaga, Madrid, Mérida, Orense, Monforte, Palencia, Plasencia, Ponferrada, Pontevedra, Salamanca, San Fernando, San Sebastián, Santiago de Compostela, Sevilla, Valladolid, Verín, Vigo, Villablino, Zafra, Zamora y Zaragoza.
Servicio regular de líneas internacionales
- Suiza
- Alemania
- Bélgica
- Holanda
- Francia (París)
- Francia (Lyon - Grenoble)
- Andorra

### Taxi
La ciudad dispone de dos paradas de taxis múltiples (en la estación de autobuses y en la calle de las Eras) y una más individual (en la calle de Santa Cruz).

## Símbolos
El escudo heráldico que representa al municipio fue aprobado el 27 de enero de 2005. Se blasona de la siguiente manera:

Escudo de plata con un puente de piedra, de dos ojos, defendido por dos castillos o torres almenadas en cada extremo, todo mazonado de sable, y entre las torres, en el centro del puente, la imagen al natural de la Santísima Virgen de la Vega con el Niño en brazos; el puente puesto sobre ondas de azur y plata. Timbrado de la Corona Real española.
Boletín Oficial de Castilla y León n.º 52 de 16 de marzo de 2005
Boletón Oficial de la provincia de Zamora n.º 32 de 16 de marzo de 2005

La bandera cuenta con la siguiente descripción:
Bandera rectangular de proporciones 2:3, formada por tres franjas horizontales encajadas, e iguales en anchura, siendo granates la superior e inferior y amarilla la central. Cargada la franja central amarilla, al centro del paño, con el escudo, oficial de la ciudad (escudo de plata con puente de piedra, de dos ojos, defendido por dos castillos o torres almenada en cada extremo, todo mazonado de sable, y entre las torres, en el centro del puente la imagen al natural de la Santísima Virgen de la Vega con el niño en brazos, el puente sobre ondas de azur y plata. Timbrado de la Corona Real Española.

## Administración y política

### Gobierno municipal
| Periodo   | Nombre                          | Partido | Partido                                  |
| --------- | ------------------------------- | ------- | ---------------------------------------- |
| 1979-1980 | Juan Calvo Martín               |         | Partido Socialista Obrero Español (PSOE) |
| 1980-1983 | Zósimo Isidro Martín Turiño     |         | Coalición Democrática (CD)               |
| 1983-1987 | Emilio Cadenas                  |         | Partido Socialista Obrero Español (PSOE) |
| 1987-1991 | Jesús María Saldaña Vallés      |         | Centro Democrático y Social (CDS)        |
| 1991-2000 | Antonio Zapatero Tostón         |         | Partido Popular (PP)                     |
| 2000-2003 | Saturnino Mañanes               |         | Partido Popular (PP)                     |
| 2003-2007 | Manuel García Guerra            |         | Partido Socialista Obrero Español (PSOE) |
| 2007-2015 | Saturnino Mañanes García        |         | Partido Popular (PP)                     |
| 2015-2015 | Juan Emilio Joaquín Dúo Torrado |         | Partido Popular (PP)                     |
| 2015-2023 | Luciano Huerga                  |         | Partido Socialista Obrero Español (PSOE) |
| 2023-act. | Beatriz Asensio                 |         | Partido Popular (PP)                     |

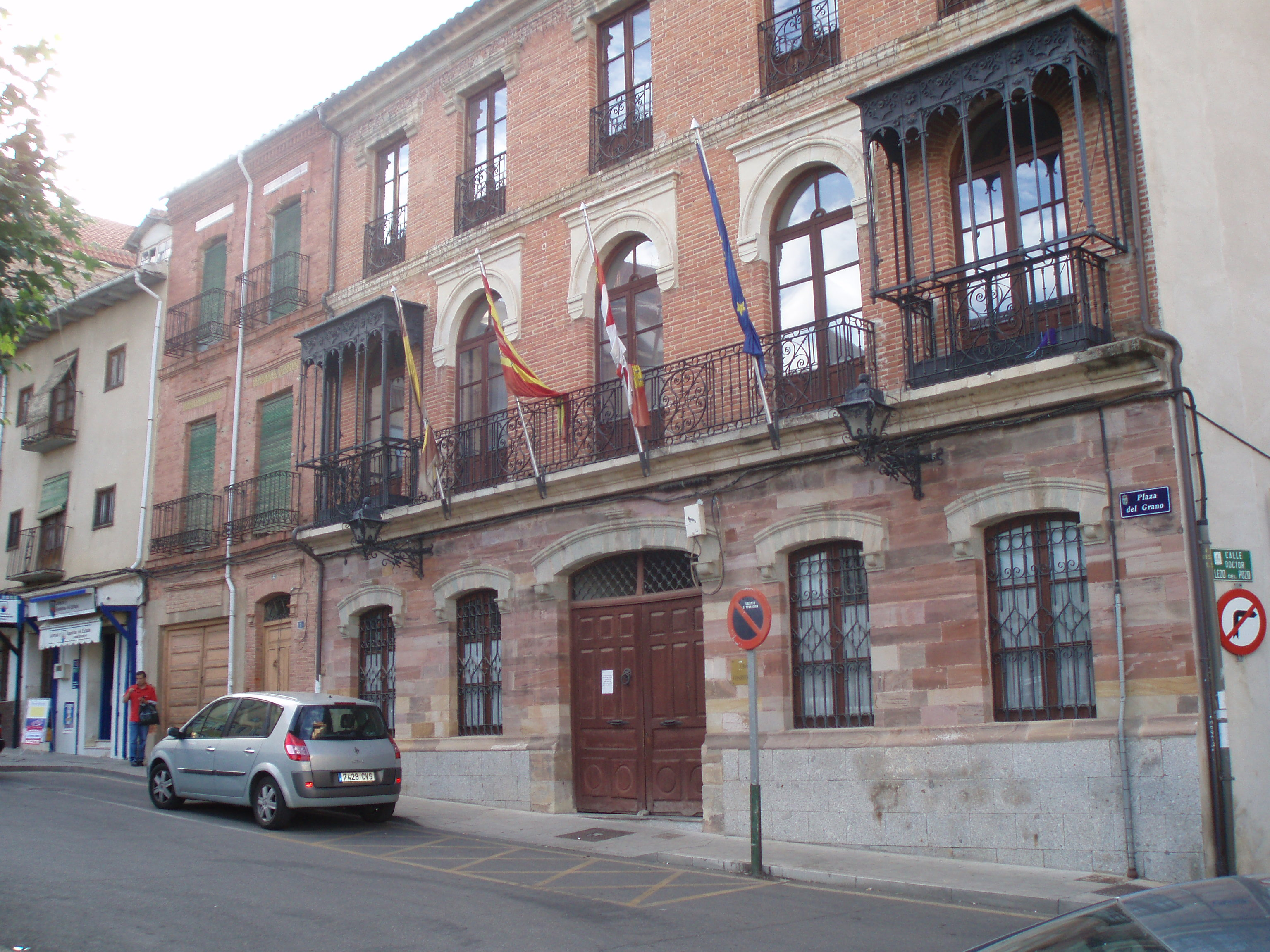
Casa del Cervato, actual sede principal del Ayuntamiento de Benavente

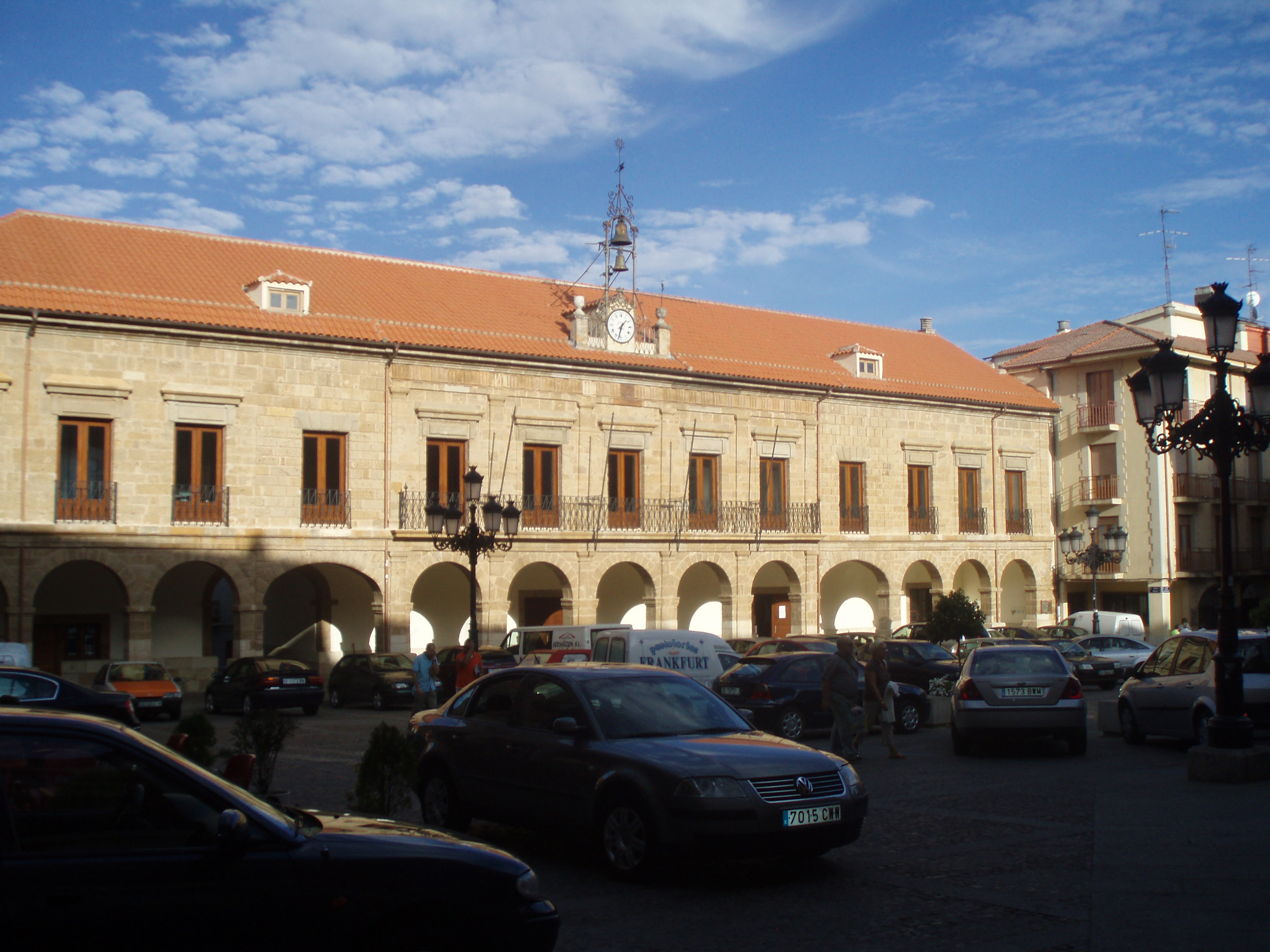
Antigua sede principal del Ayuntamiento de Benavente, situada en la plaza Mayor

La administración política actual (2020) de la ciudad se realiza a través de un Ayuntamiento de gestión democrática cuyos componentes se eligen cada cuatro años por sufragio universal. El censo electoral está compuesto por todos los residentes empadronados en Benavente mayores de 18 años y nacionales de España y de los otros países miembros de la Unión Europea. Según lo dispuesto en la Ley del Régimen Electoral General, que establece el número de concejales elegibles en función de la población del municipio, la corporación municipal de Benavente está formada por 16 concejales, más el alcalde. En las últimas Elecciones Municipales celebradas en 2019, la constitución del Ayuntamiento fue de: 8 concejales al Partido Socialista Obrero Español (PSOE), 6 concejales pertenecientes al Partido Popular (PP), 2 concejales pertenecientes a Ciudadanos (CS), 1 concejal pertenecientes a Izquierda Unida (IU).
| Partido político                         | 2023  | 2023  | 2023       | 2019  | 2019  | 2019       | 2015  | 2015  | 2015       | 2011  | 2011  | 2011       | 2007  | 2007  | 2007       | 2003  | 2003  | 2003       |
| Partido político                         | %     | Votos | Concejales | %     | Votos | Concejales | %     | Votos | Concejales | %     | Votos | Concejales | %     | Votos | Concejales | %     | Votos | Concejales |
| Partido Popular (PP)                     | 41,00 | 3370  | 8          | 29,66 | 2671  | 6          | 35,99 | 3251  | 8          | 49,08 | 4508  | 10         | 56,36 | 5509  | 11         | 42,56 | 4061  | 8          |
| Partido Socialista Obrero Español (PSOE) | 35,89 | 2950  | 7          | 40,00 | 3602  | 8          | 27,84 | 2515  | 6          | 23,91 | 2196  | 4          | 26,27 | 2568  | 5          | 46,02 | 4391  | 9          |
| Vox                                      | 6,30  | 518   | 1          | 3,49  | 315   | 0          | —     | —     | —          | —     | —     | —          | —     | —     | —          | —     | —     | —          |
| Izquierda Unida (IU)                     | 5,62  | 462   | 1          | 6,89  | 621   | 1          | 15,55 | 1405  | 3          | 14,33 | 1316  | 2          | 6,39  | 625   | 1          | 3,65  | 348   | 0          |
| Ciudadanos (CS)                          | 3,66  | 301   | 0          | 13,54 | 1220  | 2          | 3,79  | 342   | 0          | —     | —     | —          | —     | —     | —          | —     | —     | —          |
| Unión del Pueblo Leonés (UPL)            | 1,18  | 97    | 0          | 2,59  | 234   | 0          | 4,95  | 447   | 0          | 5,31  | 488   | 1          | 4,49  | 439   | 0          | 4,05  | 386   | 0          |

#### Sedes municipales
- La sede principal del Ayuntamiento de Benavente está ubicada en la Casa del Cervato.
- La antigua casa consistorial sigue acogiendo algunas concejalías y despachos, y alberga el archivo municipal y la oficina de turismo.

#### Concejalías
En la actualidad 9 son los concejales que, incluido el alcalde, componen el grupo o equipo de gobierno en coalición (PSOE-IU), trazándose el organigrama del Ayuntamiento y las delegaciones en el siguiente:
- Promoción Humana y Colectivos
- Cultura
- Fiestas y Personal
- Juventud y Deportes
- Medio Ambiente
- Hacienda, Ferias y Mercados
- Urbanismo
- Seguridad Ciudad, Obras y Contrataciones
- Régimen Interior y Comunicación
- Desarrollo Industrial, Comercio Turismo, Empleo y Proyectos

#### Sociedades municipales
- Centro de Transportes: Benavente es una localización que conjuga dos factores normalmente contrapuestos entre sí, como son la excelencia de sus comunicaciones y unas condiciones comerciales de implantación y operación muy ventajosas. Este hecho diferencial está marcado por la gran potencialidad de desarrollo de Benavente, en situación actual de expansión. El Centro de Transportes de Benavente, participa de una misión encaminada hacia la activación económica local, constituyéndose en un conjunto de recursos humanos y técnicos, destinados a ofrecer una amplia variedad de servicios relacionados con el transporte, en un lugar de encuentro de empresas, transportes y viajeros. El Centro de Transportes de Benavente, es una sociedad anónima de participación municipal, apoyada en sus objetivos por el Ayuntamiento de Benavente y la Junta de Castilla y León.
- Parque Logístico de Benavente (PLB): es una empresa dedicada al sector de la logística, más concretamente a la urbanización-gestión de suelos municipales, adaptados al sector, utilizando un modelo dinámico de comercialización (venta, alquiler, cesión de suelo). Es una oferta de calidad de suelo urbanizado, en lugar de encuentro de negocios y empresas del sector de la logística, transporte y almacenaje y distribución. En la actualidad, se están finalizando las obras de urbanización de los terrenos aportados en la primera fase. Estos terrenos se encuentran situados en la parcela colindante por el Sur con el Centro de Transportes de Benavente, frente a la autovía A-6 Madrid – Coruña con accesos desde y hacia la misma. El éxito y consolidación de las instalaciones del Centro de Transportes de Benavente, reconocido en el sector del transporte, es una importante referencia para el desarrollo de parque logístico de Benavente. Actividades tales como la paquetería y el tránsito a temperatura controlada han experimentado gran crecimiento en sus instalaciones, configurándose Benavente como el nudo de tránsito por excelencia del Noroeste Peninsular. Uno de los aspectos más importantes por los que PLB ha despertado el interés de los operadores logísticos es su situación geográfica. Entre los operadores, la tendencia creciente es la concentración de stocks en pocos puntos, en plataformas de cross docking situadas en puntos estratégicos, situaciones geográficas desde las que dominen gran parte de un territorio concreto. Desde Benavente se tiene fácil comunicación con todos los ejes de carreteras del territorio nacional y en particular con toda la zona noroeste del territorio español, zona centro y Portugal. Destacar que parque logístico de Benavente oferta a las empresas que se instalen en sus terrenos un proyecto de calidad, adaptado de forma general al sector logístico, por ello las empresas que pretendan instalarse en PLB deberán presentar un plan de empresa o proyecto de inversión del cual, el parque logístico, valorará fundamentalmente aspectos sociales (n.º de puestos de trabajo), económicos (viabilidad del proyecto) y medioambientales (respeto al entorno y al medio ambiente, impacto visual), de manera que pueda garantizar el entorno de calidad y dignidad que pretende este proyecto.
- Edificio Centro de Negocios: para este proyecto la reserva de la parcela CT4 para la realización de un edificio que sirva de punto de encuentro a las empresas del sector (realización de ferias, cursos, exposiciones,...) así como punto de referencia para todas aquellas empresas que deseen iniciar una actividad ligada al sector del transporte y la logística, ofreciéndoles oficinas en régimen de alquiler a modo de Vivero de Empresas y con los servicios que suelen aportar este tipo de instalaciones (centralita telefónica, fax, fotocopiadora, recepción, redes informáticas). La construcción de este edificio está prevista para finales de este año 2006.

#### Evolución de la deuda viva municipal
El concepto de deuda viva contempla solo las deudas con cajas y bancos relativas a créditos financieros, valores de renta fija y préstamos o créditos transferidos a terceros, excluyéndose, por tanto, la deuda comercial.
| Gráfica de evolución de la deuda viva del Ayuntamiento entre 2008 y 2023                            |
| |
| Deuda viva del Ayuntamiento de Benavente, en miles de euros, según datos del Ministerio de Hacienda |

### Elecciones autonómicas
| Partido político                                     | Votos | Porcentaje |
| ---------------------------------------------------- | ----- | ---------- |
| Partido Socialista Obrero Español (PSOE)             | 2874  | 36,4 %     |
| Partido Popular (PP)                                 | 2308  | 29,2 %     |
| Vox                                                  | 1519  | 19,2 %     |
| Unión del Pueblo Leonés (UPL)                        | 343   | 4,3 %      |
| Podemos-IU                                           | 294   | 3,7 %      |
| Ciudadanos-Partido de la Ciudadanía (Cs)             | 253   | 3,2 %      |
| Zamora Decide                                        | 98    | 1,2 %      |
| Por Zamora                                           | 67    | 0,9 %      |
| Partido Animalista Contra el Maltrato Animal (PACMA) | 34    | 0,4 %      |
| Partido Regionalista del País Leonés (PREPAL)        | 14    | 0,2 %      |
| Partido Castellano-Tierra Comunera (PCAS-TC)         | 8     | 0,1 %      |

## Servicios

### Educación
En la villa hay 8 colegios públicos, 3 institutos de enseñanza secundaria y 2 centros concertados.
Colegios de Primaria
- CEIP Buenos Aires[30]
- CEIP San Isidro[31]
- CEIP El Pinar[32]
- CEIP Fernando II[33]
- CEIP Las Eras[34]
- CEIP Los Salados[35]
- Colegio San Vicente de Paul[36]
- Colegio Virgen de la Vega[37]

Institutos de Secundaria
- IES León Felipe[38]
- IES Los Sauces[39]
- IESO Los Salados[40]

Otros centros educativos
- Centro de Educación Permanente de Adultos
- Centro de Formación e Innovación educativa – CFIE
- Equipo de Orientación Educativa y Psicopedagógico -EOEP
- Universidad Nacional de Educación a Distancia UNED
- Universidad de la Experiencia

Enseñanzas musicales
- Banda de Música Maestro Lupi
- Escuela Duquesa Pimentel

Enseñanza de idiomas
- Benavente cuenta con una sección de la Escuela Oficial de Idiomas de Zamora.

### Sanidad
La ciudad cuenta con el Hospital Comarcal de Benavente, en última fase de remodelación, y el denominado centro de especialidades, de nueva construcción. El tema hospitalario originó durante los últimos años un notable debate político e institucional, potenciado tras la constitución de la plataforma 'Mesa Prohospital', desde la que se reclamaba un nuevo hospital para la ciudad de Benavente y comarca.
El Hospital Comarcal de Benavente da cobertura a todos los municipios y pedanías pertenecientes a la comarca de Benavente y Los Valles.
Benavente también cuenta con los siguientes centros sanitarios:
- Centro de salud Sur
- Centro de salud Norte
- Centro de especialidades
- Centro de hemodiálisis

Además de estos centros de salud en la ciudad existe también, un puesto permanente de Cruz Roja Española, 11 farmacias repartidas por diferentes puntos del casco urbano.

### Seguridad ciudadana
En Benavente, al igual que en el resto de la comunidad autónoma de Castilla y León, está operativo el sistema de Emergencias 112, que mediante dicho número de teléfono atiende cualquier situación de urgencias en materia sanitaria, extinción de incendios y salvamento, seguridad ciudadana y protección civil.
Para la seguridad ciudadana el municipio cuenta con un cuartel de la Guardia Civil, la policía local de Benavente, una sección local de Protección Civil, formada por voluntarios, y un parque de bomberos.

## Cultura

### Patrimonio

#### Arquitectura religiosa

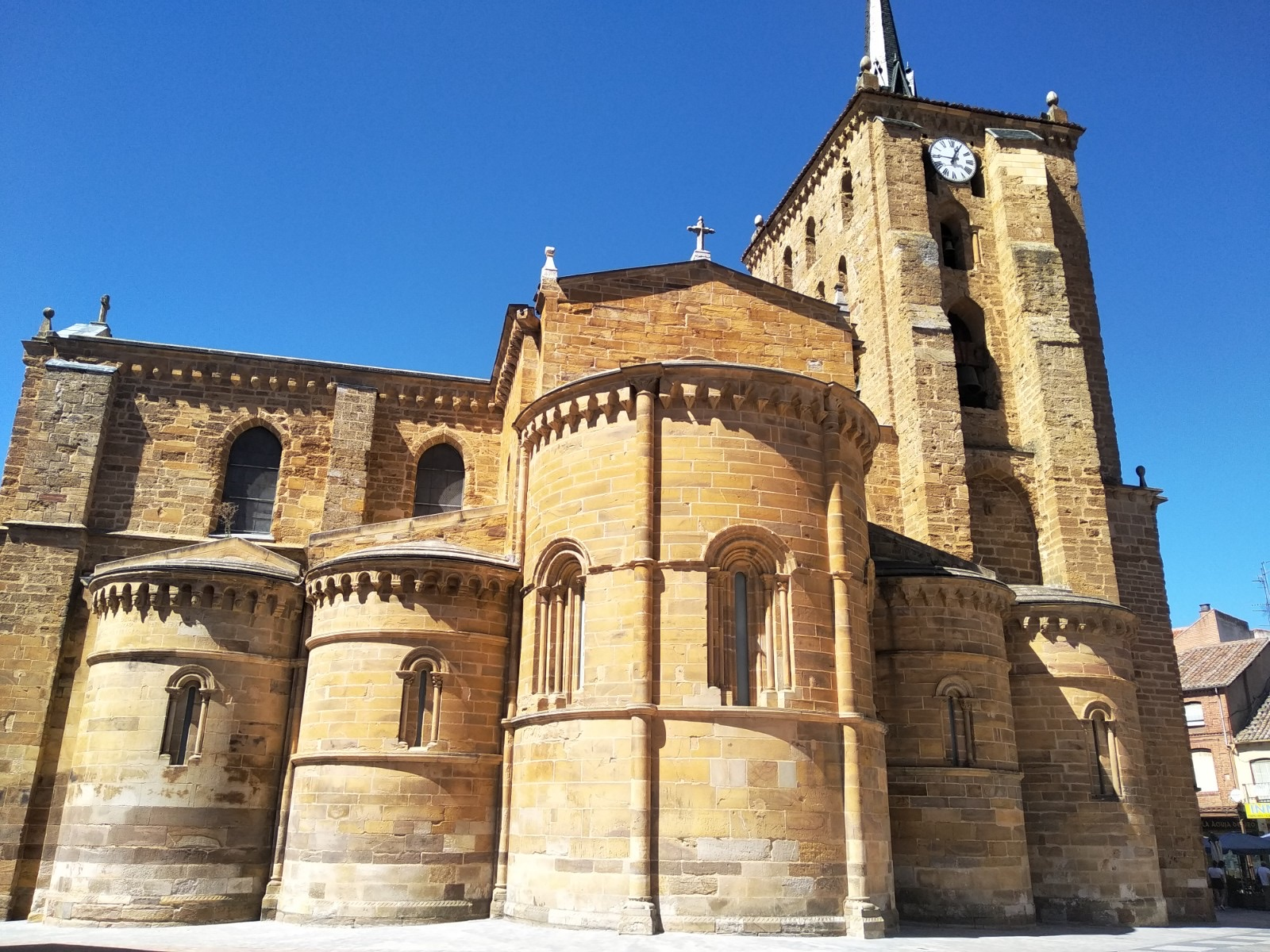
Fachada de cinco ábsides en la iglesia de Santa María del Azogue

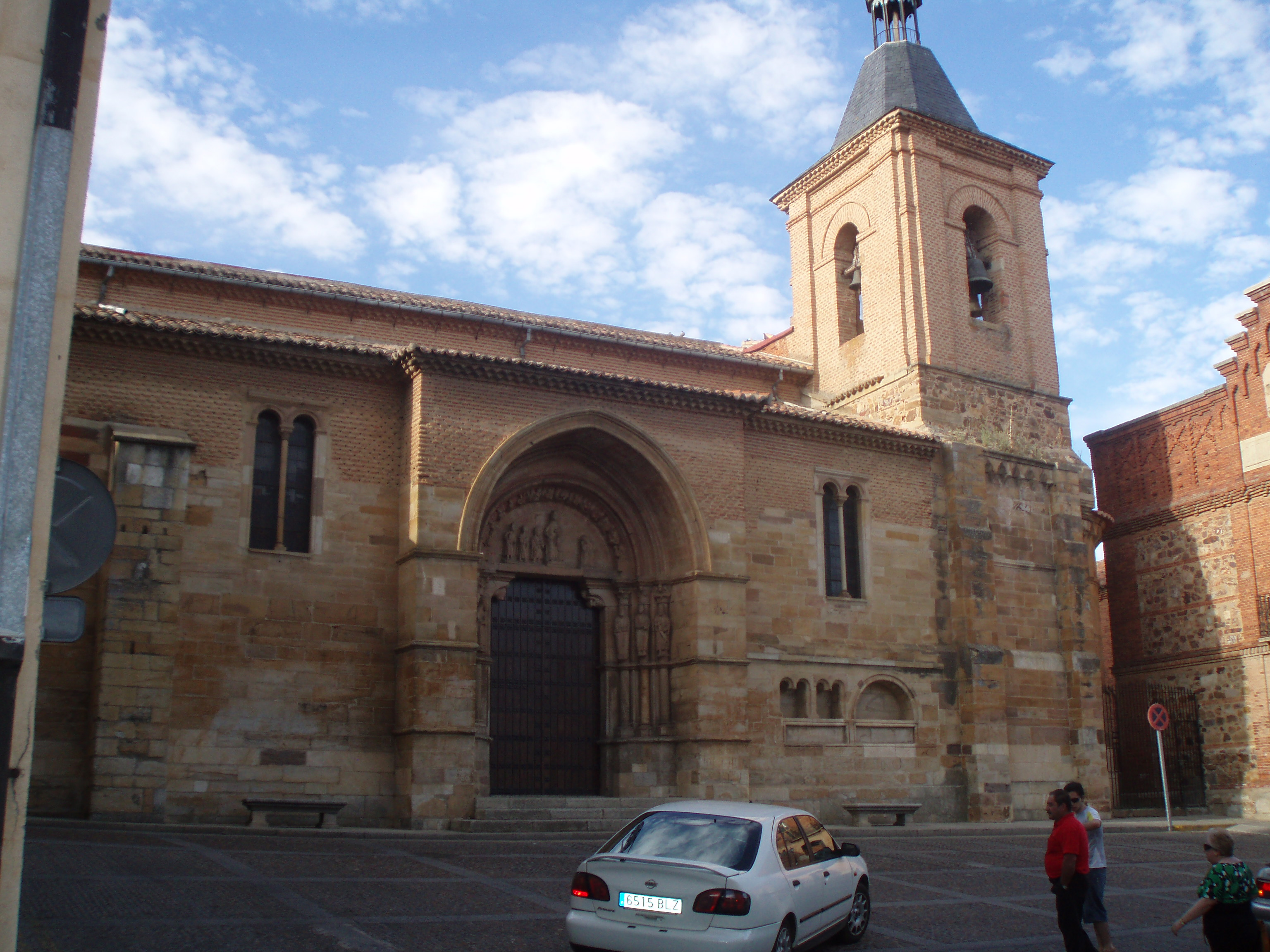
Iglesia de San Juan

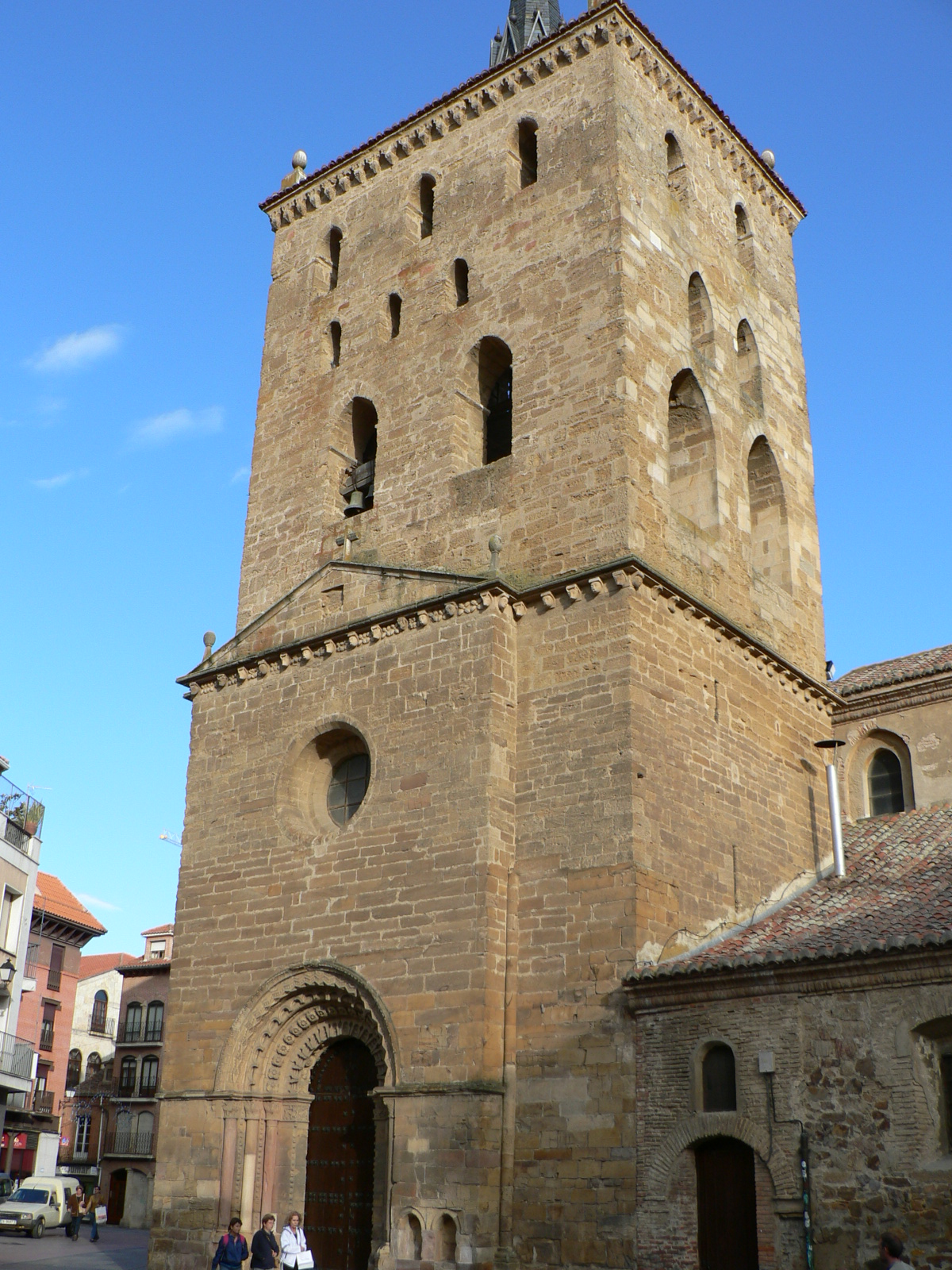
Iglesia de Santa María de Azogue

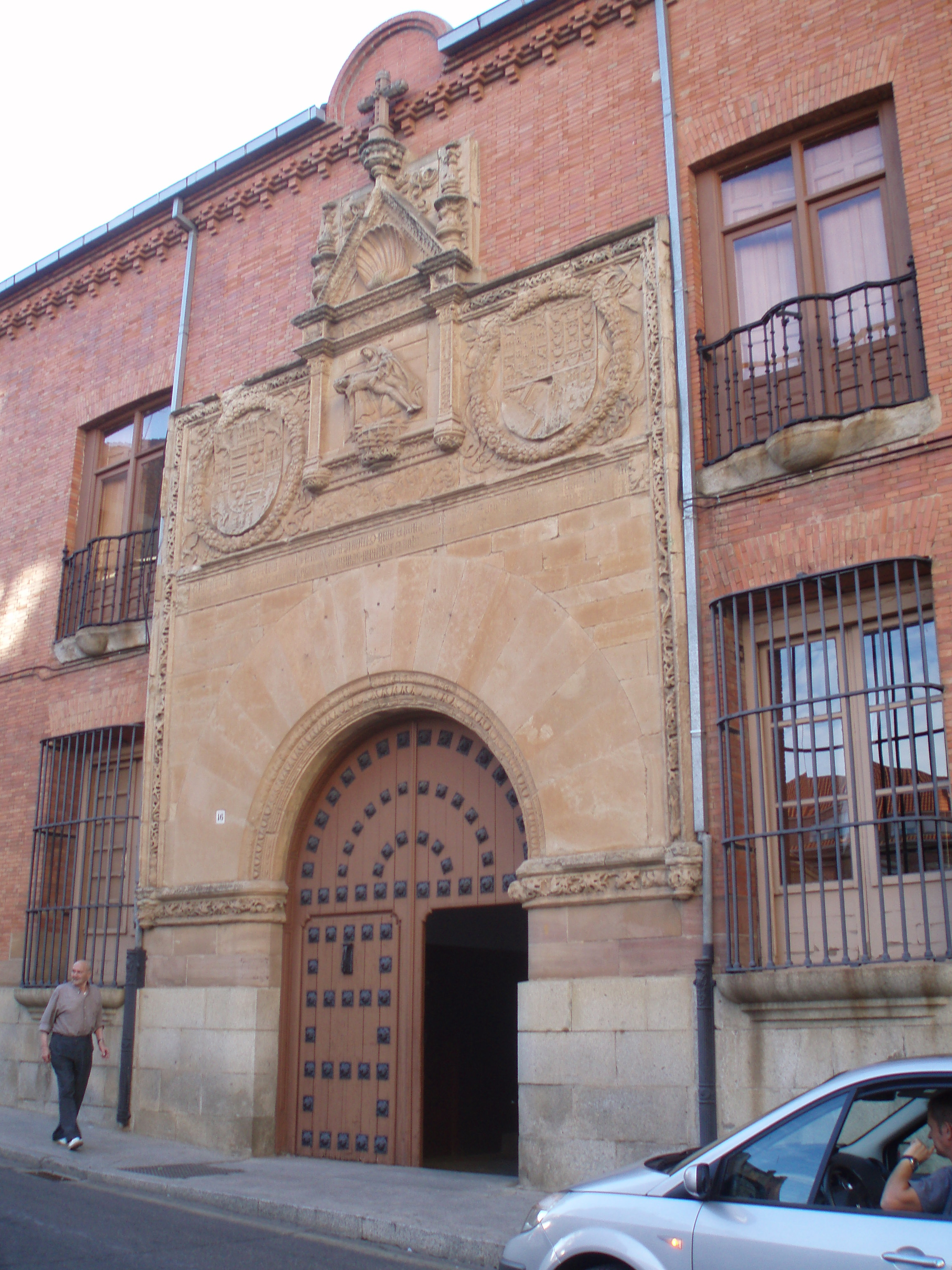
Hospital de la Piedad

- Iglesia de Santa María del Azogue (BIC): su planta y cabecera responden al estilo románico. Destacan en el exterior sus hermosos cinco ábsides y las dos magníficas portadas románicas. Es de destacar la grandeza arquitectónica del interior. Constituye el principal monumento artístico de Benavente, y está situada en el centro de la villa. Hacia ella se derraman o confluyen las calles más importantes. El inicio de su construcción se atribuye a la época de la repoblación de la ciudad por Fernando II, hacia 1180. Se la considera contemporánea de la iglesia de San Juan del Mercado.
- Iglesia de San Juan del Mercado (BIC): es de planta de tres naves y tres rotundos ábsides. Presenta tres portadas, entre las que destaca por su amplio desarrollo iconográfico la situada al mediodía, que recoge bajo un arco apuntado y en su tímpano el tema de la Epifanía. Aldonza Osorio hija del conde Osorio, fallecida el 2 de enero después de 1181. Aldonza mandóconstruir la iglesia de San Juan del Mercado en Benavente. Parece que necesitó más apoyo económico para tal fin que recibió en septiembre de 1181 del prior hospitalario.
- Hospital de peregrinos de La Piedad (BIC): fundado por el quinto conde de Benavente, Alonso Pimentel, como hospital de peregrinos. La fachada es una bella muestra del primer renacimiento y su patio armonioso patio con arquerías y columnas.
- Ermita de la Soledad: construida a comienzos del siglo XVI para sustituir a una anterior que estuvo ubicada en el solar que actualmente ocupa el Hospital de la Piedad. La Cofradía de la Cruz se instala en ella por aquellas fechas y en 1528 se instituye una capellanía en cumplimiento de las mandas testamentarias de Francisco Suárez, vecino de la villa, siendo conocido el edificio por entonces como ermita de la Cruz o Veracruz. En el siglo XVII se manifiesta en Benavente una gran devoción hacia la Virgen de la Soledad, realizándose importantes obras de acondicionamiento en 1679. Durante la invasión francesa la ermita es ocupada por las tropas napoleónicas siendo destruidas buena parte de las imágenes que albergaba. A mediados del siglo XIX la ermita se convierte circunstancialmente en improvisado hospital para dar albergue a algunos de los afectados por las epidemias que asuelan la comarca. Con posterioridad pasará a ser almacén del patrimonio imaginero y de los pasos de la Semana Santa de Benavente. El edificio consta de una sola nave a cuyos lados se abren varios ventanales, presenta en su sencilla fachada arco de medio punto en piedra de sillería y sobre un óculo se localiza un escudo alusivo a la vinculación con la orden franciscana que desde antiguo tuvo la ermita.
- Espadaña de la ermita de San Lázaro: está situada en el entorno del Centro de Transportes de Benavente, es el único resto conservado de una antigua ermita o humilladero titulado de San Lázaro (también conocida como El Calvario). Esta edificación fue un antiguo lazareto donde se proporcionaba albergue y asistencia a los enfermos que padecían determinadas enfermedades contagiosas. De ella existen datos ya en el siglo XV, realizándose en su entorno una romería conocida como La Magdalena.

Otros edificios religiosos, pero de arquitectura moderna, siglo XX:
- Convento de Santa Clara
- Monasterio de San Salvador
- Iglesia de la Virgen del Carmen de Renueva
- Iglesia de San Isidro
- Iglesia de Santiago
- Capilla de San Pedro ad Víncula
- Capilla de San Vicente de Paúl

#### Arquitectura civil

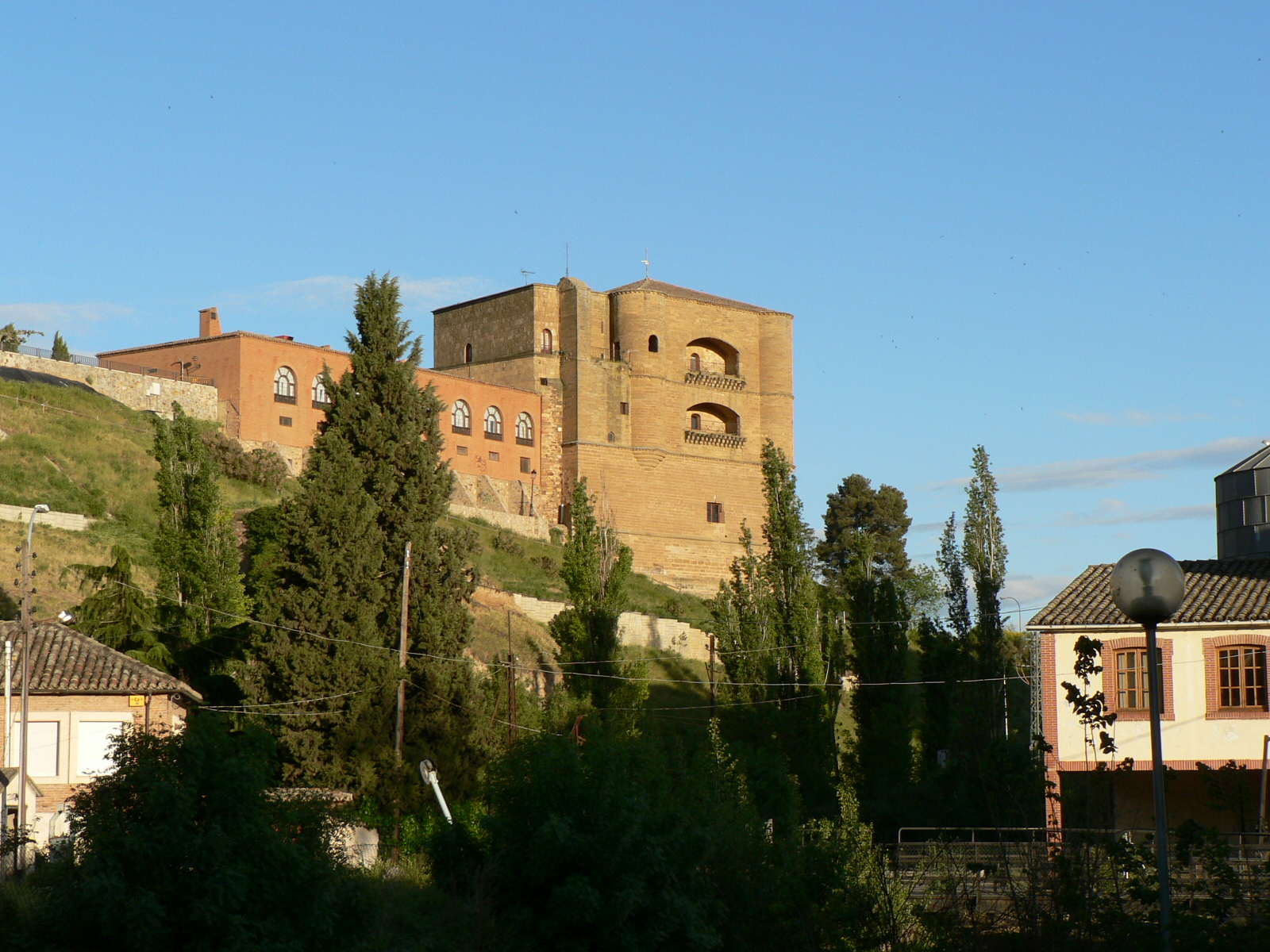
Torre del Caracol Parador de Turismo Fernando II

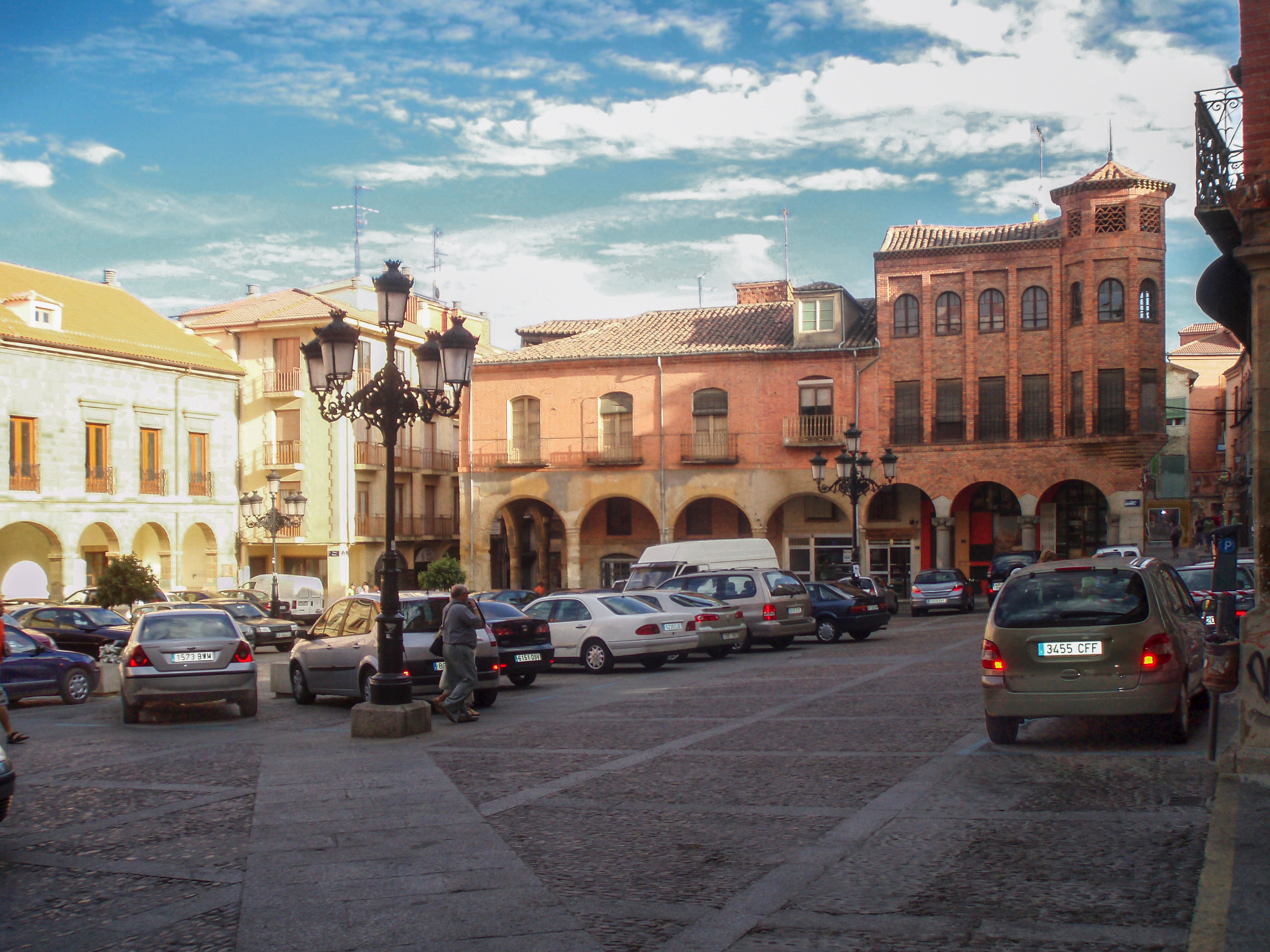
Vista de la plaza en la que se sitúa el Ayuntamiento de Benavente

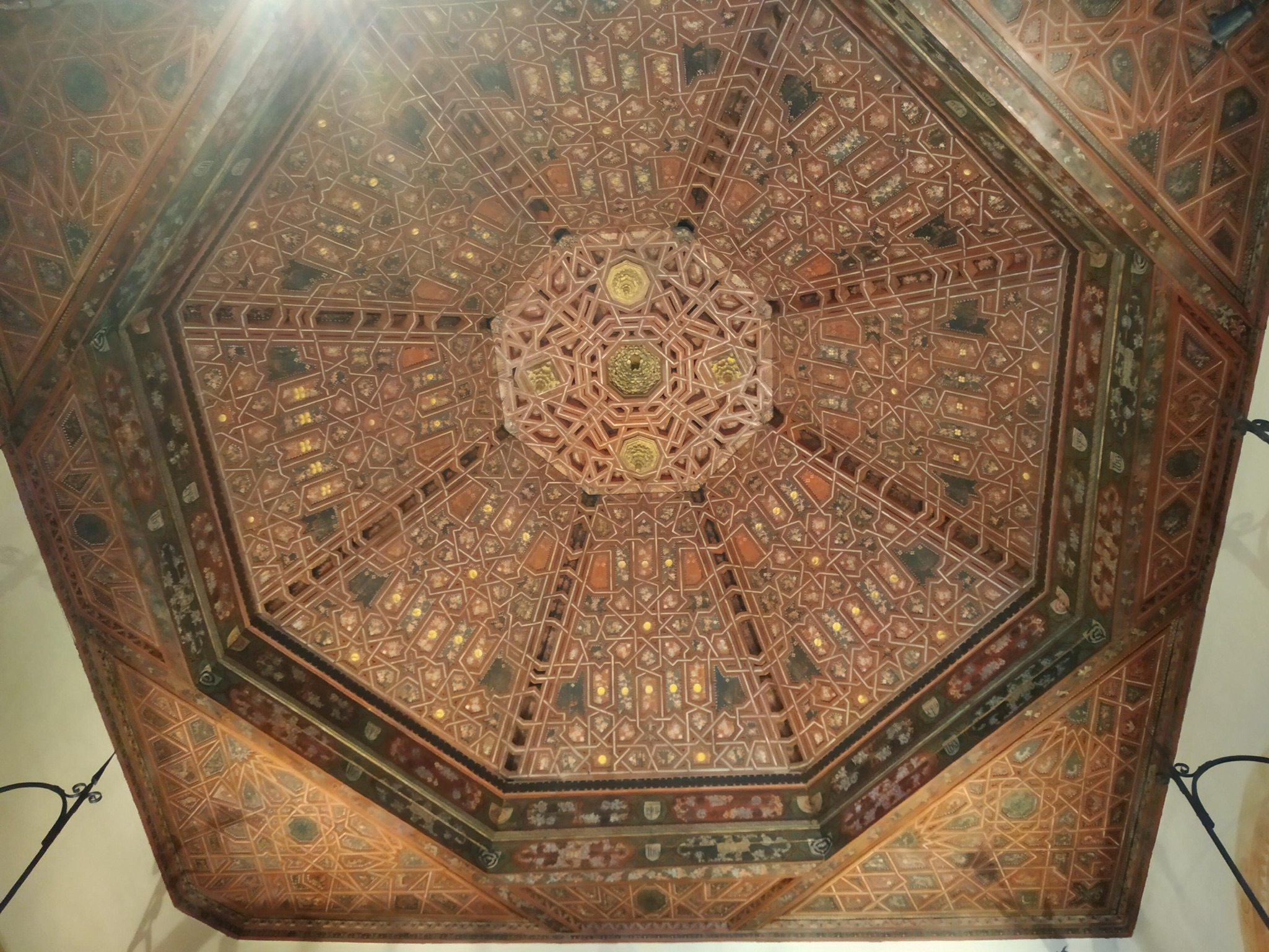
Artesonado situado en la Torre del Caracol del Parador Nacional Fernando II en Benavente

- Torre del Caracol o Castillo de la Mota de Benavente (actual Parador Nacional) (BIC): obra del siglo XVI, mezcla los estilos gótico y renacentista. El conjunto se encuentra cubierto por un magnífico artesonado morisco. En la actualidad es el Parador Nacional de Turismo de esta localidad.
- La plaza Mayor, y su entorno, es la zona de la ciudad en la que tradicionalmente se desarrollan la mayor parte de los actos sociales y festivos, como es el caso de la Veguilla, el Toro Enmaromado, los inicios festivos, las ferias de cerámica y el de los pimientos, entre otros. Así mismo, también es un punto central de la actividad económica de la ciudad y comarca, motivo por el que en sus alrededores están ubicadas las principales calles peatonales y comerciales más concurridas. Su papel es clave en el día a día de la ciudad, ha llevado a que albergue un notable patrimonio histórico calificado, formando parte de él como BIC por la proximidad con las iglesias de San Juan entre otras.
- Casa consistorial: edificado a mediados del siglo XIX para casa consistorial en estilo neoclásico, consta de dos plantas de piedra de sillería, de orden toscano la primera y dórico la planta noble.
- Palacio del conde de Patilla: construido a mediados del siglo XIX sobre una de las grandes casas que los Pimentel, condes de Benavente, poseían en la Villa. La actual casa-palacio sirvió de residencia durante varias generaciones a la familia Tordesillas O´Donnell Fernández- Casariego, condes de Patilla. Para su construcción se utilizó la piedra como material noble por excelencia. El edificio, que consta de tres plantas y sótano, resulta en su conjunto excesivamente sobrio en lo decorativo, si bien conserva cierto aire señorial.
- Casa de Solita: representativo palacete de la burguesía del novecientos, hoy Casa de la Cultura. Emplazado junto al mirador de la Mota, con hermosas vistas a la dilatada vega benaventana.
- Casa del Cervato (actual ayuntamiento): conocida también como Casa de los Rodríguez ha sido rehabilitada por una escuela taller. Su fachada y miradores son un ejemplo representativo de la arquitectura civil del siglo XIX (1881).
- Casa Donci (o de los Ramos): edificio neomudéjar que fue construido en 1900 por el arquitecto benaventano Santiago Madrigal Rodríguez para el abogado don Agustín Ramos. El edificio será conocido posteriormente como Casa Donci. La obra se enmarca dentro de las corrientes arquitectónicas historicistas que se desarrollaron a comienzos del siglo XX. En él tanto puertas como ventanas aparecen rematadas con el arco de tipo ojival árabe de clave saliente. Estos arcos se encuadran con un alfiz que en las albanegas presentan coloridos azulejos con motivos geométricos. Las líneas de imposta están recorridas por esquinillas de ladrillo que producen el efecto de mocárabes y sirven para marcar la separación de los pisos. Un remate oval, a modo de alminar cilíndrico, corona la esquina del edificio, sobre él se alza una veleta con forma de media luna. Destacable es así mismo el gran alero volado de madera que remata las fachadas. Presenta este, entre las vigas, una decoración singular a base de estrellas de David pintadas de rojo, azul, amarillo y blanco, que destacan vivamente sobre el fondo oscuro. Otros detalles del edificio, además de los propiamente arquitectónicos, contribuyen a realzar el conjunto, como son los 14 balcones de forja artesanal.
- Casa de la Encomienda (casa de cultura): ubicada junto al templo de San Juan del Mercado. El proyecto original del edificio data de 1894, con posteriores modificaciones. Obra del arquitecto Segundo Viloria Escarda constituye uno de los ejemplos constructivos de la arquitectura civil en Benavente de finales del siglo XIX y principios del XX. Rehabilitado para acoger la casa de cultura, el edificio fue reinaugurado para este fin en 1987. Sus paredes caladas de gran número de huecos delatan la función original para la que fue creadao, pues su uso como escuela pública requería abundantes luces y ventilación para las aulas. Con todo se aprecia armonía en la combinación de todos los elementos que integran el edificio, así en la correspondencia de líneas, vuelos de cornisas y líneas de zócalos e impostas. La línea de fachada externa, en la cual se sitúa el acceso principal a la mansión, resulta comparativamente corta con el cuerpo o pabellón principal. Su prolongación está formada por una verja elevada sobre un zócalo de piedra cuarcita que viene a cerrar el patio exterior. Sobre la fachada del pabellón de acceso se eleva paramento rematado por un ático escalonado, decorado este a base del resalte de las hileras de ladrillo.El mismo presenta composiciones de aspas y revoques en la cornisa en forma de arcos festoneados. En su frente una lápida, alude a su antigua función como grupo escolar y sobre el mismo se halla un escudo de armas Real que fue despojado de su corona durante los años de la segunda República.
- Casa Barrios: edificio situado en la confluencia de la calle de Santa Cruz con la calle de la Encomienda y con vistas a la vecina plaza del Grano, uno de los espacios urbanos más señeros de Benavente. Construido en 1932 para residencia del comerciante Santiago Barrios, cuyas iniciales se distinguen en el coronamiento de la fachada. En su conjunto el edificio denota un cierto aire burgués, presentando en su exterior hermosas balconadas y motivos decorativos a base de vistosos azulejos.
- Casa de Manuel Grande: a comienzos del siglo XX se construyen en Benavente algunos edificios que evidencian el contacto con las corrientes modernistas. Este llamado de Manuel Grande es una construcción que está en la línea de la obra desarrollada por el arquitecto Francisco Ferriol, que tan magníficos ejemplos de su labor dejó sobre todo en la capital zamorana. Se trata de un edificio perfectamente integrado en el espacio urbano. Situado en la confluencia de la calle Santa Cruz con el Corrillo de San Nicolás, presenta en su esquinado un elegante cuerpo de miradores. En la decoración se utilizan recurrentes formales como las guirnaldas y floreados, apreciándose cierto énfasis decorativo en las zonas altas del edificio.
- Gran Teatro Reina Sofía: el edificio data de 1928, siendo rehabilitado en 1991. Construido sobre las dependencias del antiguo Monasterio de Santo Domingo, del cual se conservan algunos restos.
- Estación de ferrocarril.
- Arco del Puente del Jardín: formaba parte del puente que daba acceso al magnífico jardín de los condes. Desde su proximidades puede obtenerse una de las más bellas perspectivas del castillo y de los jardines de la Mota.
- Puente Medieval sobre el Esla: remozado en numerosas ocasiones conserva la traza medieval y parte sus ojos.

### Esculturas
- Gran Lazo
- Monumento al doctor Castro
- Monumento al condado de Benavente
- Bajorrelieve de Fray Toribio de Benavente
- Don Quijote de la Mancha
- Alegoría de Benavente y los Valles
- Mosaico de la Virgen de la Vega

En la antigüedad Benavente tenía un gran y valioso patrimonio artístico, llegó a tener dos castillos, varias casas-fuertes, unos 6 Monasterios, 18 iglesias, y un gran y amplio recinto amurallado con torres, 6 puertas y algún portillo.

### Museos
- Centro de interpretación de los Ríos
- Museo de Semana Santa

### Espacios culturales
Los centros culturales son:
- El centro cultural y biblioteca Soledad González
- Casa de cultura
- Centro cívico y social de Benavente

### Salas de exposiciones
- Sala de exposiciones Caja España
- Sala de exposiciones Caja Duero

### Cines y teatros
- Teatro Reina Sofía[44]
- Multicines Benavente[45]

### Parques y jardines
- Jardines de la Mota o parque de la Mota: es el pulmón de Benavente, y viene a ser como un tapiz ajardinado que se estira y prolonga delimitado por los miradores que asoman a las dos vegas benaventanas: la del Esla y la del Órbigo. Este parque, como lo conocemos hoy, es el resultado de sucesivas fases de ampliación y adaptación a lo largo de los años. Comprende así diferentes espacios ajardinados que reciben los nombres de Mota Vieja (Paseos de Soledad González), Mota Alta o jardines de la Rosaleda. Así, además de unos amplios paseos centrales nos encontramos con un espacio ajardinado donde los árboles crean una red tupida que procura sombra y frescor en las tardes estivales. Alrededor del templete de la música pequeñas sendas se entrecruzan como si fuese un laberinto.
- Los Jardines de La Rosaleda, junto al Parador de Turismo, sirve de recreo a los sentidos en la contemplación de sus macizos de flores y en la panorámica de su entorno.
- Parque de la Pradera, a tiro de piedra de la Mota y junto al canal de las Molineras o de Sorribas se encuentra situado el parque de la Pradera. Este amplio paraje recorrido por canales y salpicado de estanques es un lugar de sosiego y recreo en el que el paseante puede descansar en plena naturaleza. Al fondo del parque el llamado “Merendero de la Fuente Mineral” forma un rincón pintoresco cubierto de grandes castaños. En el entorno de este parque se encuentran las piscinas municipales, abiertas todo el año. También se puede disfrutar de otros espacios situados en sus proximidades, como son el parque de Entrecaños, la Isla de las Pavas y el merendero de la estación (junto a las vías del ferrocarril).
- Mirador de la Sinoga y del Río, situados en lo que fue el antiguo barrio judío de Benavente y cuyo caserío asoma a la fecunda vega del Órbigo. Desde este espacio urbano, se pueden contemplar diversos y variados panoramas de bello y sugestivo colorido de la ciudad, así como el canal de la Molinera de Sorribas y en la lejanía el Órbigo, que discurre entre las frondosas plantaciones de choperas que se tienden a sus orillas.

### Eventos
- Certamen nacional de teatro Ciudad de Benavente
- Encuentro regional de bandas Ciudad de Benavente
- Festival de teatro de calle
- Festival de tapas
- Festival de calle Joven Mudeca
- Feria de stock, feria de oportunidades del comercio de la ciudad
- Feria del libro
- Feria de cerámica
- Mercado goyesco
- Open internacional de ajedrez
- Encuentro de encajeras Ciudad de Benavente
- Encuentro de cabezudos.
- Feria del Pimiento.[46]

### Ferias y fiestas

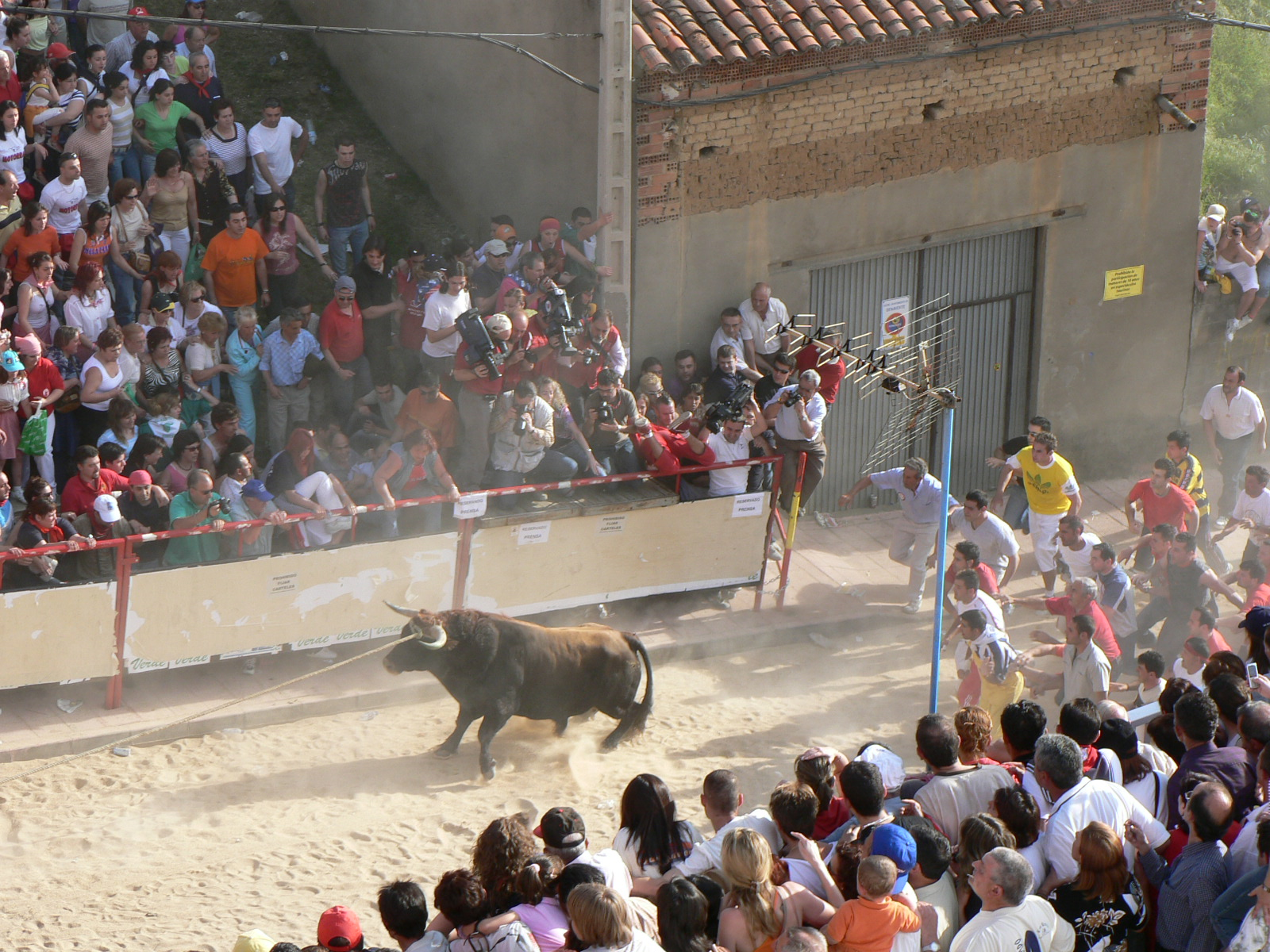
Toro enmaromado de 2005

- Fiestas de la Veguilla, celebradas en honor de la Virgen de la Vega. La fiesta tienen lugar en torno al llamado lunes de Pascuilla, ocho días después del Domingo de Resurrección. Han sido declaradas de interés turístico regional.
- Fiestas del toro enmaromado,[47] declaradas de interés turístico regional y festejo taurino tradicional”, aunque se están realizando los trámites necesarios para que sea declarada de interés turístico nacional. Tienen lugar el día antes del Corpus, donde los mozos y mozas corren agarrados a una larga maroma sujeta a las astas del toro.
- Semana Santa de Benavente, es de las más notables de la provincia, junto con las de Zamora y Toro.
- Carnaval de Benavente[48] durante los que tienen lugar sus vistosos y animados desfiles. Los disfraces, las máscaras, las charangas y carrozas contribuyen al realce de estas manifestaciones festivas. Las fiestas se complementan con bailes en varios salones de la ciudad. Suelen participar, además de los ciudadanos interesados, algunos alumnos de los colegios de la ciudad.
- Feria del Pimiento y Productos de la Tierra de Benavente, celebrada el último fin de semana de septiembre. Es un escaparate donde se dan a conocer unos productos que se distinguen por su excelente calidad. El pimiento de los Valles de Benavente, cada día más valorado por sus excepcionales cualidades, es el principal protagonista de este certamen, que nace con la intención de mostrar las mejores materias primas agroalimentarias, no sólo de la zona, sino de todo el país.
- Feria de la cerámica.
- Ferias de septiembre (La Femag) y que tienen lugar el primer fin de semana de mes de septiembre. Es un escaparate donde se exponen el presente y el futuro de nuestra comarca, y por tanto de Benavente. Están representados en ella la ganadería y la agricultura, los productos de la tierra, las herramientas de trabajo y por qué no, todo ello combinado con una pizca de ocio. Es una de las ferias más importantes de nuestra comunidad, experimenta cambios, se adapta, busca un futuro así como las actividades agraria y ganadera que son una de las bases de nuestra economía.
- La feria de eficiencia Energética Eco Energética
- Feria de caza y pesca
- Feria de la tapa
- Feria de cócteles sin alcohol
- Feria del marisco
- Feria de stock
- Magosto popular: celebración popular antiquísima que cada año tiene su escenario en la plaza Mayor de Benavente, consiste en la degustación de castañas asadas, acompañadas de queso y de un buen vino. A las castañas se les hace un pequeño corte por un lado para que no revienten, después se ponen al fuego lento sobre un tambor con agujeros, teniendo cuidado de removerlas a menudo para que no se quemen. Cuando se les quita la cáscara con facilidad y están blandas por dentro ya están listas para comer. Este evento viene a marcar el comienzo del ciclo invernal.
- Mercado Medieval: tienen lugar en el mes de agosto y durante su celebración las calles de Benavente vuelven al medievo. Estandartes y pendones cuelgan de los balcones del casco histórico de la Villa, músicos, malabaristas, saltimbanquis, comedores de fuego, señores feudales, damas, príncipes y princesas, monjes, labriegos, soldados, brujas, mendigos, trovadores y un sinfín de personajes realizan entretenidos y coloristas pasacalles que recorren el casco histórico. Los benaventanos participan ataviados con trajes de la época y son muchos los artesanos de toda España que aprovechan este escaparate para la promoción de sus productos.
- Feria del Libro: se celebra el primer fin de semana de agosto. Durante las mismas salen a la calle una nutrida representación de las librerías de la ciudad, así como otras foráneas invitadas para la ocasión. Exponen los libreros durante estos días una muestra de sus existencias y de las novedades editoriales. Completan esta muestra diferentes actos organizados para la ocasión, como son: exposiciones en torno al mundo del libro y la lectura, tertulias y cafés literarios, firmas de ejemplares de sus obras por autores de renombre, recitales poéticos, cuentacuentos infantiles, lecturas colectivas, sorteos de lotes de libros, presentación de novedades, conferencias, conciertos de canción literaria, y vino español y letras, etc.
- Aparte de todos estos eventos, todos los jueves hay el mercado semanal, de ganado (recinto ferial), verdura y hortalizas (plaza Mayor), y de ropa y complementos (avenida Cañada de la Vizana).

### Gastronomía

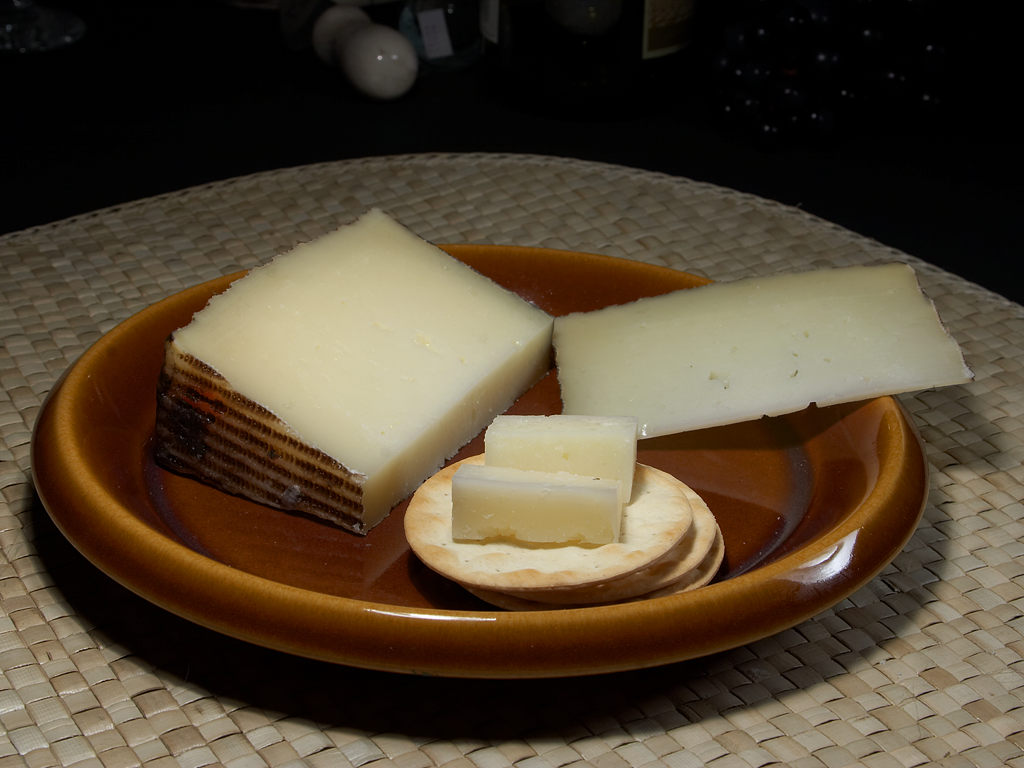
Quezo Zamorano Jon Sullivan

El producto típico de la huerta benaventana es el pimiento con la catalogación de producto de calidad. Hay que destacar sus embutidos, sus notables quesos, la miel y los licores. En estas tierras, también hay buenos vinos, premiados en el extranjero y con la catalogación de producto de calidad, pero se está intentando que tenga el título de Denominación de Origen.
Entre sus platos típicos, destacan las truchas del Tera, lechazo, asados en horno de leña, el bacalao a lo tío o a la cazuela, los cangrejos y las ancas de rana. En repostería destacan los dulces como son los feos, las bombas, rosquillas de trancalapuerta, bollos de coscarón, rosquillas de ramo y de ángel, tarta del Císter y tarta de la Veguilla.

### Medios de comunicación

#### Prensa
Aparte de los periódicos de difusión nacional, algunos de los cuales, como El Mundo, El País o ABC incluyen suplementos de noticias regionales, los principales diarios publicados en la comarca son, AhoraBenavente y La Opinión de Zamora.

#### Televisión
Además de las cadenas de ámbito estatal y canales regionales como Televisión Castilla y León, Benavente cuenta desde el año 2001 con su Televisión Local: Televisión Benavente

#### Radio
Todas las emisoras de radio de ámbito estatal se pueden sintonizar en Benavente, como La Cope, La Ser o Los 40 Principales. Además, existen numerosas emisoras de radio locales y municipales. Algunas de ellas son: Radio de Villanueva de Azoague o la de Milles de la Polvorosa.

#### Internet
Son varias las web que dan cobertura a la información que se genera en el municipio, entre ellas benavente.net, interbenavente.es, descubrebenavente.com, tvbenavente.es, agendabenavente.es, ahorabenavente.es y zamoradigital.net

### Deporte
Equipos más representativos de Benavente
| Equipo                    | Deporte     | Categorías                                                            | Estadio              | Creación |
| ------------------------- | ----------- | --------------------------------------------------------------------- | -------------------- | -------- |
| Club Deportivo Benavente  | Fútbol      | Aficionado, juvenil, cadete, infantil, alevín, benjamín y prebenjamín | Luciano Rubio        | 1948     |
| Racing Club Benavente     | Fútbol      | Aficionado, juvenil, cadete, infantil, alevín, benjamín y prebenjamín | Alonso Pimentel      | 2007     |
| Atlético Benavente FS     | Fútbol sala | Aficionado, juvenil, cadete, infantil, alevín, benjamín y prebenjamín | Pabellón La Rosaleda | 1999     |
| Benavente Club Baloncesto | Baloncesto  | Aficionado, juvenil, cadete, benjamín                                 | Pabellón La Rosaleda | 1984     |

Existe gran variedad de equipos y deportes. Clubes deportivos:
- Club Deportivo Taekwondo Benavente
- Club Deportivo Rítmica Benavente
- Club de Atletismo
- Club Bicimontaña Lopenta de Benavente
- Kárate Club Benavente
- Club Montañero Benaventano
- Club de Golf Las Salinas
- Club de Tiro Benavente
- Club Deportivo Brigecio
- Club de Baloncesto de Estudiantes Benavente
- Asociación Deportiva Virgen de la Vega
- Asociación de tiro El Jaral Benavente
- Club deportivo comarcal de Benavente
- Asociación Chaparral Fútbol Club
- Benavente Club Baloncesto
- Sociedad deportiva de pesca
- Club de piragüismo
- Escuela de fútbol sala de Benavente
- Moto-Club Benaventano (moteros)
- Club ciclista Benaventano
- Club de aeromodelismo Aldebarán
- Club de ajedrez La Mota
- Club de Benavente Natación
- Club deportivo Benavente Tenis
- Club Salvamento Deportivo Benavente

#### Instalaciones deportivas
- Pistas polideportivas Federico Silva
- Pistas polideportivas San Isidro
- Pistas polideportivas La Estación
- Pistas polideportivas La Rosaleda
- Pistas polideportivas Santa Clara. Dispone de una grada con capacidad para 25 personas y bajo ella se ubican 2 vestuarios
- Polideportivo Los Sauces
- Polideportivo Fernando II
- Ciudad acuático-deportiva La Pradera. Piscinas municipales (cuenta con una climatizada)
- Campo de fútbol Alonso Pimentel, en la urbanización de las Catalanas
- Complejo deportivo Los Salados, cuenta con un polideportivo, pistas de tenis, pádel, un campo de fútbol y una pista de atletismo. Además también hay una piscina privada
- Complejo deportivo La Rosaleda
- Polideportivo La Rosaleda
- Campo de fútbol La Rosaleda
- Frontón
- Rocódromo
- Ciudad deportiva (en construcción)
- Circuito de radiocontrol Los Salados
- Otras instalaciones: campo de vuelo Cenvicos, pista de sendereimo Vereda de los Maragatos, rampa de skate y pista polideportiva exterior

## Ciudades hermanadas
Benavente se encuentra hermanada, estableciendo vínculos de carácter cultural y turístico, con:
- Vila Real (Portugal)
- Puebla de Zaragoza (México)